# Wörth am Rhein
Wörth am Rhein ist eine verbandsfreie Stadt mit 18.387 Einwohnern (Stand 31. Dezember 2024) im Landkreis Germersheim im Südosten von Rheinland-Pfalz. Sie liegt gegenüber von Karlsruhe am linken Rheinufer. Die Ansiedlung des Mercedes-Benz-Werks Wörth, des größten Lkw-Montagewerkes der Welt, und einer Raffinerie in den 1960er Jahren führte dazu, dass die Einwohnerzahl von etwa 3500 im Jahr 1960 auf 9000 Mitte der 1970er Jahre stieg. Große Wohngebiete und ein neues Zentrum auf dem Dorschberg entstanden in der Folge der Industrieansiedlung. Seit 1977 trägt Wörth die Bezeichnung „Stadt“.
Wörth am Rhein ist gemäß Landesplanung als Mittelzentrum ausgewiesen.

## Geographie

### Lage
Den größten Teil des Stadtgebiets nimmt der Bienwald, ein großes Waldgebiet, ein. Ganz im Nordwesten reicht das Stadtgebiet bis an den Viehstrich heran. Westlich der Stadtgemarkung befindet sich bereits der Landkreis Südliche Weinstraße. Direkt am Rhein liegt Maximiliansau. Am Ostrand des Bienwaldes befindet sich Wörth. Büchelberg liegt in einer Rodungsinsel im Bienwald, etwa zehn Kilometer westlich von Wörth. Schaidt liegt am nördlichen Rand des Bienwaldes, etwa 15 Kilometer westlich von Wörth. Im Süden ist Wörth teilweise weniger als 100 Meter von der deutsch-französischen Grenze in Form des Grenzflusses Lauter entfernt, allerdings in jedem Fall durch eine andere Gemeinde von der Grenze getrennt, hauptsächlich Scheibenhardt.

### Gewässer

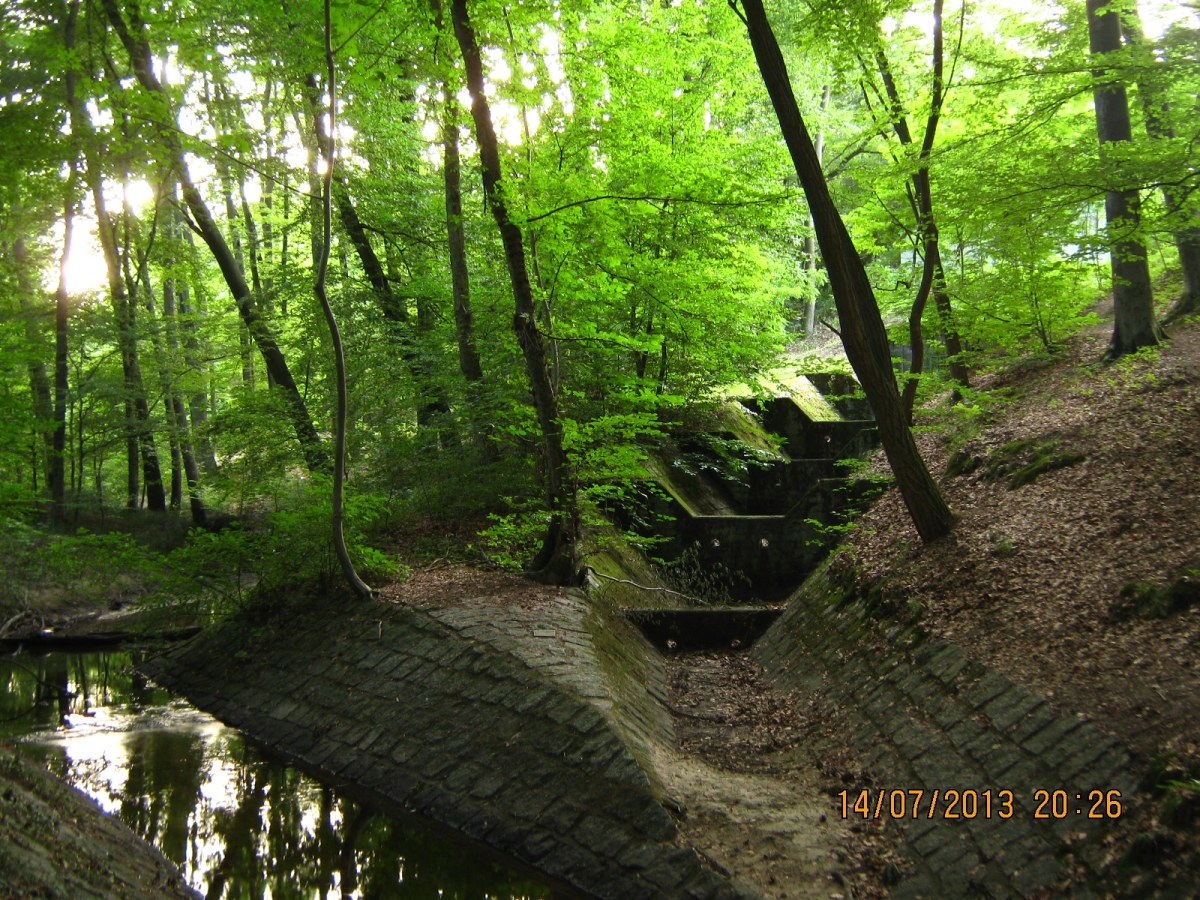
Heilbach innerhalb der Waldgemarkung von Wörth

Im Osten bildet der Rhein die Stadtgrenze. Bis an die Kernstadt reicht der Wörther Altrhein heran. Im Norden bildet der Otterbach teilweise die Gemarkungsgrenze zu Kandel. Dessen rechter Zufluss Bruchbach fließt durch Schaidt. Weiter südlich verlaufen der Schmerbach, der Heilbach, der Wiebelsbach und der Heßbach, die alle hauptsächlich in West-Ost-Richtung verlaufen. Der Heilbach nimmt außerdem von rechts den Saugraben auf, in den zuvor der Aschbach mündet und der Heßbach den Langen Graben.
Bei Rheinhochwasser stellt das Schöpfwerk Wörth am Nordende des Landeshafens die Binnenentwässerung sicher. Nördlich des Schöpfwerks liegt der Polder Wörth/Jockgrim, der dem Hochwasserschutz dient.

### Klima
Der Jahresniederschlag beträgt 752 mm.

### Stadtgliederung
Die Stadt gliedert sich in vier Ortsbezirke (Einwohner Stand 12. Februar 2020):
| Ortsbezirk    | Einwohner (Haupt- und Nebenwohnsitze) | Fläche km²                   |
| ------------- | ------------------------------------- | ---------------------------- |
| Büchelberg    | 866                                   | 96,99 (davon 93,74 Bienwald) |
| Maximiliansau | 6.794                                 | 10,47                        |
| Schaidt       | 1.851                                 | 4,91                         |
| Wörth         | 9.141                                 | 19,26                        |
| Stadt Wörth   | 18.652                                | 131,63                       |

Die Gemarkungen in Wörth am Rhein sind Schaidt, Bienwald, Büchelberg, Wörth und Maximiliansau.

### Nachbargemeinden
| Freckenfeld, Vollmersweiler | Neupotz, Kandel, Jockgrim, Minfeld          | Eggenstein-Leopoldshafen |
| Steinfeld                   | Kompassrose, die auf Nachbargemeinden zeigt | Karlsruhe                |
|                             | Scheibenhardt                               | Hagenbach, Berg          |

## Geschichte
Die älteste Urkunde, in der Wörth erwähnt wurde, stammt aus dem Jahr 1280. Siedler aus den benachbarten Dörfern dürften sich in der Auenlandschaft niedergelassen und den Ort, in Anspielung auf die Lage am Wasser, „Werde“ genannt haben („eingezäuntes oder auf andere Weise geschütztes Gelände“), später „Wörth“: Insel.
1628 wurden die Wörther durch eine Überschwemmungskatastrophe gezwungen, ihre Siedlung aufzugeben und sich in der Wüstung Forlach niederzulassen, der sie den Namen ihres untergegangenen Ortes gaben.
Die Orte Wörth und Pfortz (das spätere Maximiliansau) gehörten zum Herzogtum Pfalz-Zweibrücken und unterstanden dort dem Amt Hagenbach. Büchelberg, Schaidt sowie der Bienwald gehörten hingegen zum Hochstift Speyer, Amt Lauterburg. Ende des 17. Jahrhunderts ging die Landeshoheit über Teile der heutigen Südpfalz, darunter Wörth mit allen seinen heutigen Stadtteilen, auf das Königreich Frankreich über. Mit der Französischen Revolution erloschen die verbliebenen zweibrückischen landesherrlichen Rechte, Wœrth-sur-le-Rhin – so die damalige Bezeichnung – wurde vollumfänglich Teil Frankreichs und in den Kanton Kandel eingegliedert. 1815 kam Wörth von Frankreich an Österreich, 1816 an Bayern und 1946 an Rheinland-Pfalz.
1864 erhielt Wörth einen Bahnhof an der Bahnstrecke Winden–Karlsruhe, die damals zwischen Winden und Maximiliansau eröffnet wurde. 1876 wurden die Bahnstrecken Schifferstadt-Wörth und Wörth–Strasbourg eröffnet.
Der Tiermaler Heinrich von Zügel (1850–1941) bildete in Wörth Jahrzehnte hindurch Künstler aus dem In- und Ausland aus. Wörth galt daher als „Malerdorf“.
1960 kaufte die Daimler-Benz AG Flächen bei Wörth und errichtet dort in den Folgejahren ein LKW-Montagewerk. 1962 kaufte Mobil Oil Flächen zur Errichtung der Raffinerie Wörth, die 1970 die Produktion aufnahm. Zusätzlich errichtete das Land den Landeshafen Wörth, der 1967 übergeben wurde.
Durch die Industrieansiedlung beflügelt entstand westlich des Altortes von Wörth ein neuer Ortsteil („Dorschberg“). 1964 verkaufte das Land der Gemeinde 30 ha Gelände im Bienwald westlich der Bienwaldsiedlung. In einem städtebaulichen Wettbewerb setzte sich die Konzeption von Albert Speer jr. durch, die dort ein neues Stadtzentrum vorsah. 1967 verkaufte das Land der Gemeinde weitere 32,5 Hektar Bienwald, wo bis 1977 vorwiegend Wohnbebauung entstand. 1967 wurde die Dorschbergschule fertiggestellt, in der zunächst das Gymnasium untergebracht war, bis es 1970 ein eigenes Schulgebäude bezog. 1970/71 waren das Rathaus mit Tiefgarage, das Hallenbad, der Bürgerpark und 1973 die Festhalle und die katholische Kirche St. Theodard fertiggestellt. Zwischen 1974 und 1977 wurde die Bienwaldhalle als Mehrzweckhalle gebaut. Zudem entstanden zwei Kindergärten.
Mit Urkunde vom 14. Mai 1977 wurde die Ortsgemeinde Wörth am Rhein zur Stadt erhoben. Der damalige rheinland-pfälzische Ministerpräsident Helmut Kohl bezeichnete Wörth im Jahr 1972 aufgrund des schnellen wirtschaftlichen Wachstums als „Visitenkarte des Landes Rheinland-Pfalz“.
Am 30. Juni 1996 schloss Mobil-Oil die Raffinerie. Nach der Demontage der Raffinerie bis 2000 und der Sanierung kaufte die Stadt Wörth das Gelände zurück. Ab 2001 siedelte sich die Papierfabrik Palm auf dem östlichen Teil des Geländes an. Daneben siedelten sich weitere Unternehmen an. Zwischen 2005 und 2007 errichtete die DaimlerChrysler AG ein Entwicklungs- und Versuchszentrum mit Teststrecke an der Hafenstraße, südlich der ehemaligen Raffinerie.
Ab dem 17. Mai 2024 unterstützten Einheiten von Feuerwehr, THW, DRK und Malteser aus dem gesamten Bundesgebiet bei der präventiven Schadenabwehr durch Hochwasser, welches das Tief „Katarina“ verursachte und Altwörth bedrohte sowie zur Evakuierung von etwa 1780 Menschen geführt hätte. Wasser aus dem Heilbach und dem Bienwald konnten mit Pumpen in den Schauffele-See und von dort in den Altrhein gepumpt werden. Das Rückhaltebecken des Heilbachs konnte so gezielt entlastet werden. Der Einsatz endete am 23. Mai 2024.

### Verwaltungs- und Gebietsreform

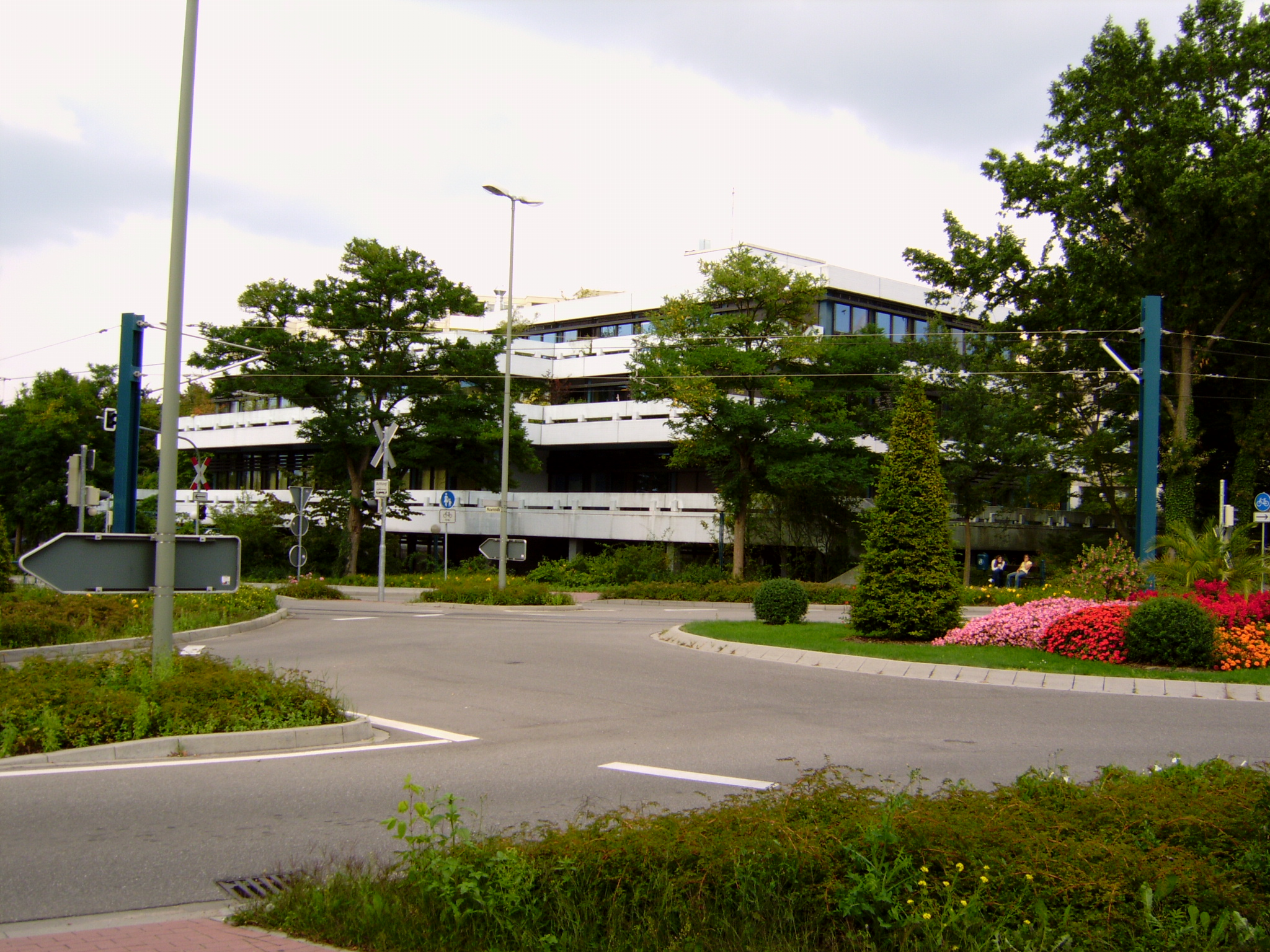
Das Rathaus in Wörth.

Im Rahmen der in der zweiten Hälfte der 1960er Jahre begonnenen rheinland-pfälzischen Funktional- und Gebietsreform wurde auf der Grundlage des „Dreizehnten Landesgesetzes über die Verwaltungsvereinfachung im Lande Rheinland-Pfalz“ vom 1. März 1972, in Kraft getreten am 22. April 1972, die Verbandsgemeinde Wörth gebildet, der die eigenständigen Gemeinden Büchelberg, Maximiliansau, Schaidt und Wörth angehörten.
Zum 8. Juni 1979 wurde die Gemeinde Büchelberg nach Wörth eingemeindet und zum 10. Juni 1979 die Verbandsgemeinde Wörth, die Stadt Wörth am Rhein sowie die Ortsgemeinden Schaidt und Maximiliansau aufgelöst und aus diesen eine verbandsfreie Gemeinde gebildet. Gleichzeitig wurde ein Gebietsteil mit 60 Einwohnern von Wörth am Rhein nach Scheibenhardt umgemeindet. Ebenfalls am 10. Juni 1979 wurde die neue Gemeinde Wörth am Rhein zur Stadt erhoben.

### Bevölkerungsentwicklung
Die Industrieansiedlung in den 1960er Jahren führte dazu, dass die Einwohnerzahl Wörths von 3558 im Jahr 1961 auf 7282 bis zum Jahr 1970 und auf 9144 im Jahr 1978 stieg.
Bezogen auf den heutigen Gebietsstand stieg die Einwohnerzahl von 10.294 im Jahr 1963 um fast 72 % auf 17.698 im Jahr 1978, sank bis 1986 auf 16.880 und erreichte im Jahr 2001 mit 17.732 ihren bisherigen Höchststand. 2015 lag sie mit 17.645 Einwohnern knapp darunter.
Statistik zur Einwohnerentwicklung
Die Entwicklung der Einwohnerzahl von Wörth am Rhein bezogen auf das heutige Stadtgebiet; die Werte von 1871 bis 1987 beruhen auf Volkszählungen:
| Wörth am Rhein: Einwohnerzahlen von 1815 bis 2023 | Wörth am Rhein: Einwohnerzahlen von 1815 bis 2023 | Wörth am Rhein: Einwohnerzahlen von 1815 bis 2023 | Wörth am Rhein: Einwohnerzahlen von 1815 bis 2023 | Wörth am Rhein: Einwohnerzahlen von 1815 bis 2023 |
| ------------------------------------------------- | ------------------------------------------------- | ------------------------------------------------- | ------------------------------------------------- | ------------------------------------------------- |
| Jahr                                              |                                                   |                                                   |                                                   | Einwohner                                         |
| 1815                                              | 1815                                              |                                                   | 4.233                                             | 4.233                                             |
| 1835                                              | 1835                                              |                                                   | 4.611                                             | 4.611                                             |
| 1871                                              | 1871                                              |                                                   | 5.094                                             | 5.094                                             |
| 1905                                              | 1905                                              |                                                   | 6.084                                             | 6.084                                             |
| 1939                                              | 1939                                              |                                                   | 9.596                                             | 9.596                                             |
| 1950                                              | 1950                                              |                                                   | 7.583                                             | 7.583                                             |
| 1961                                              | 1961                                              |                                                   | 9.640                                             | 9.640                                             |
| 1970                                              | 1970                                              |                                                   | 14.601                                            | 14.601                                            |
| 1987                                              | 1987                                              |                                                   | 16.926                                            | 16.926                                            |
| 1997                                              | 1997                                              |                                                   | 17.495                                            | 17.495                                            |
| 2005                                              | 2005                                              |                                                   | 17.467                                            | 17.467                                            |
| 2023                                              | 2023                                              |                                                   | 18.405                                            | 18.405                                            |
|                                                   |                                                   |                                                   |                                                   |                                                   |

### Konfessionsstatistik
Mit Stand 30. Juni 2005 waren von den Einwohnern 48,1 % römisch-katholisch, 26,4 % evangelisch und 25,5 % waren konfessionslos oder gehörten einer anderen Glaubensgemeinschaft an. Der Anteil der evangelischen und katholischen Kirchenmitglieder an der Gesamtbevölkerung ist seitdem beträchtlich gesunken. Mit Stand Juli 2025 waren von den Einwohnern 31,0 % katholisch, 17,9 % evangelisch und 51,1 % waren konfessionslos oder gehörten einer anderen Glaubensgemeinschaft an.

## Religion

### Evangelische Kirchen

#### Maximiliansau
Es existiert die sogenannte Protestantische Kirchengemeinde Maximiliansau mit einer evangelischen Kirche.

#### Wörth
Die protestantische Christuskirche befindet sich in der Mitte des alten Ortsteils. Sie wurde 1835 bis 1836 erweitert. 1890 wurde der hölzerne Kirchturm durch einen steinernen Turm ersetzt.
Die protestantische Friedenskirche wurde zwischen 1981 und 1984 errichtet. Es ist ein zweigeschossiges Gebäude mit einem achteckigen Kirchenraum im Obergeschoss, der durch zwei Zuschalträume erweitert werden kann. In den Kirchenräumen befinden sich Kunstverglasungen von Johannes Schreiter. Die Gemeinde Wörth unterstützte den Bau mit 100.000 Mark und stellte die Grundstücke zur Verfügung.

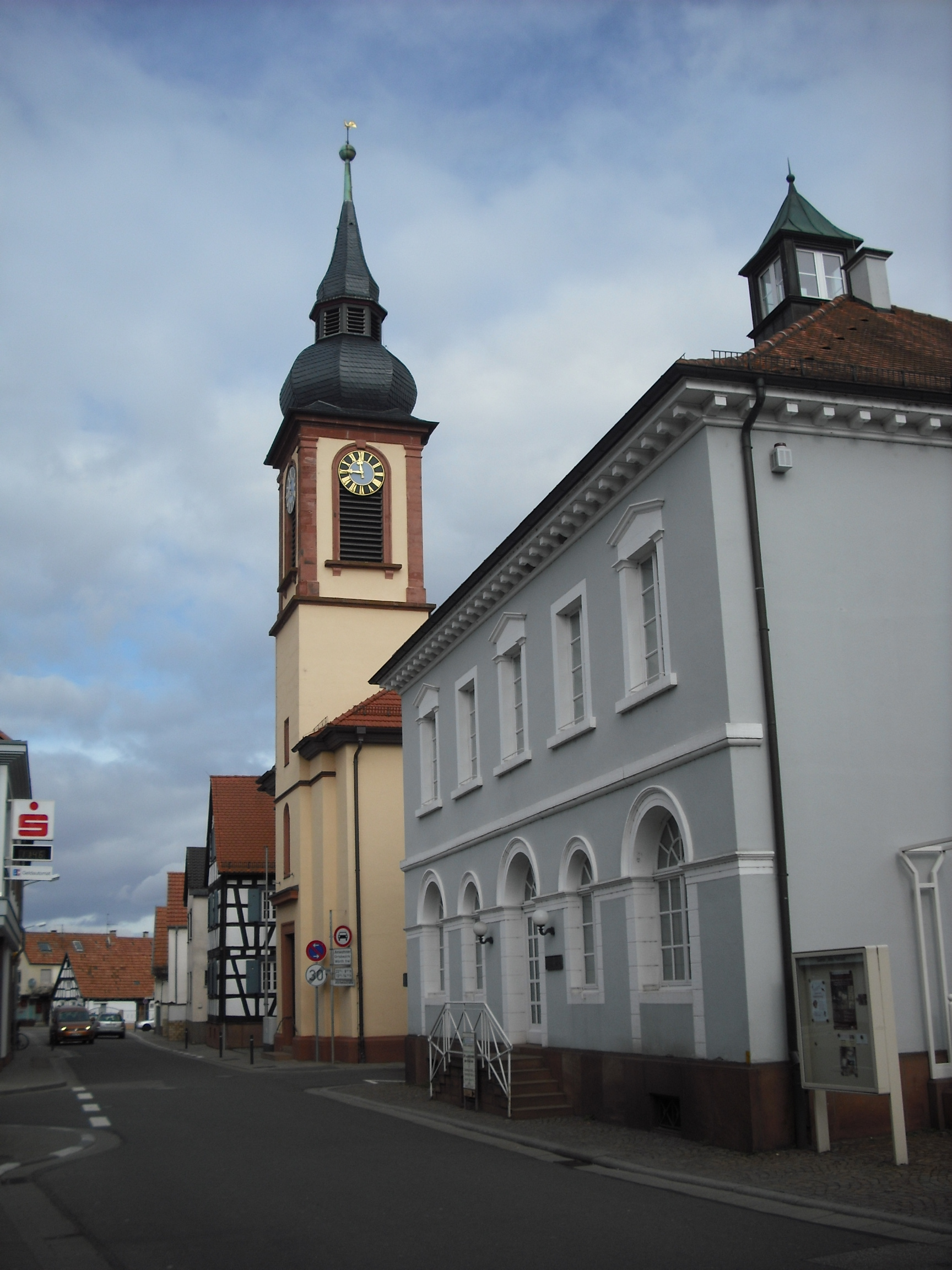
Christuskirche in Wörth
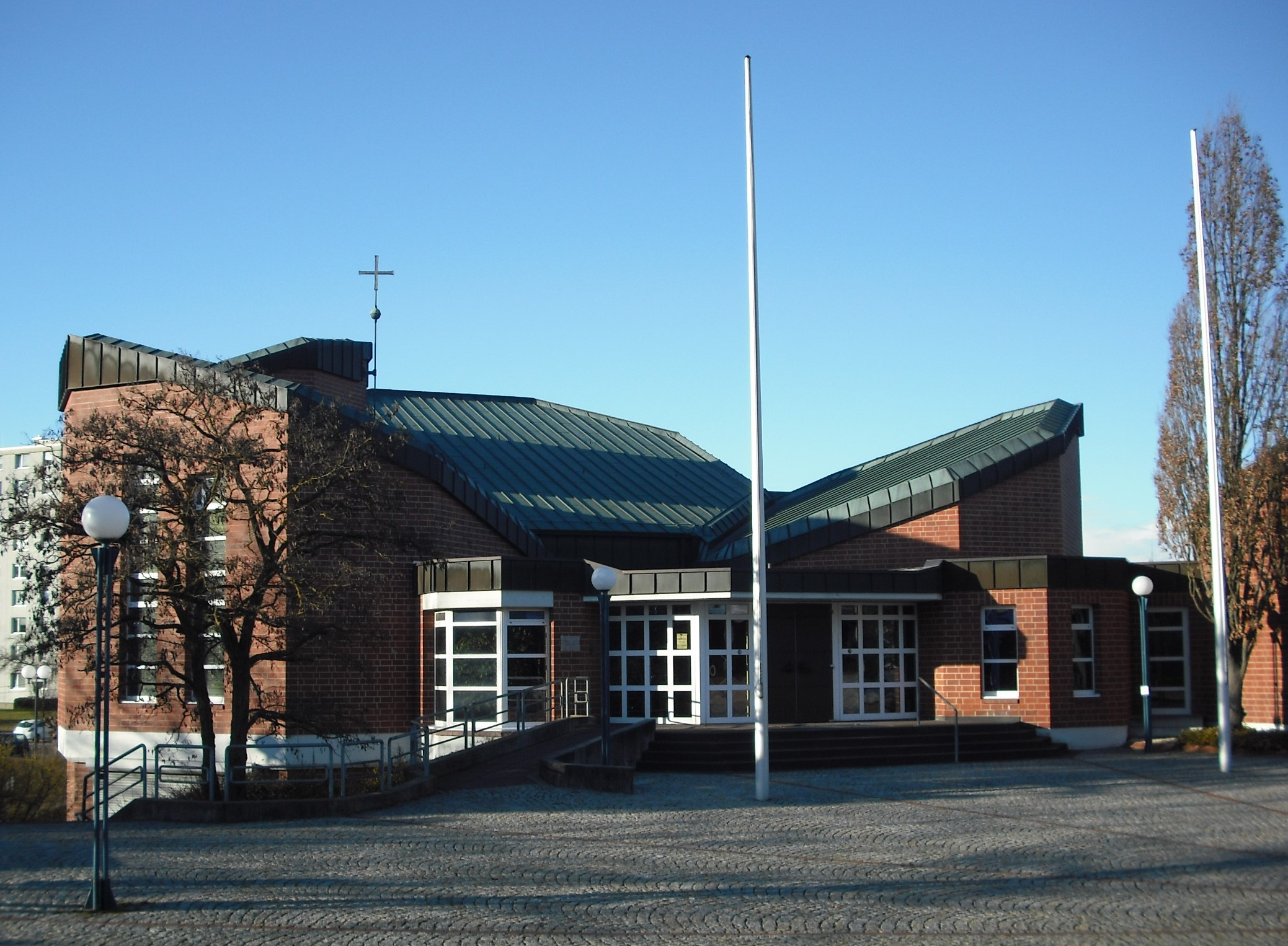
Friedenskirche in Wörth

### Katholische Kirchen
Seit 2015 bilden die Kirchengemeinden aus Wörth, Hagenbach, Maximiliansau, Berg, Büchelberg und Neuburg eine gemeinsame Pfarrei unter dem Namen Hl. Christophorus mit dem festen Gottesdienstort in der Kirche Mariä Himmelfahrt in Maximiliansau. Die Pfarrei Schaidt bildet gemeinsam mit Kandel, Steinweiler und Minfeld die Pfarrei Hll. Vierzehn Nothelfer mit festem Gottesdienstort Kandel.

#### Maximiliansau
Die Kirche Mariä Himmelfahrt wurde 1787 erbaut, 1843 und von 1936 bis 1938 erweitert.

#### Wörth

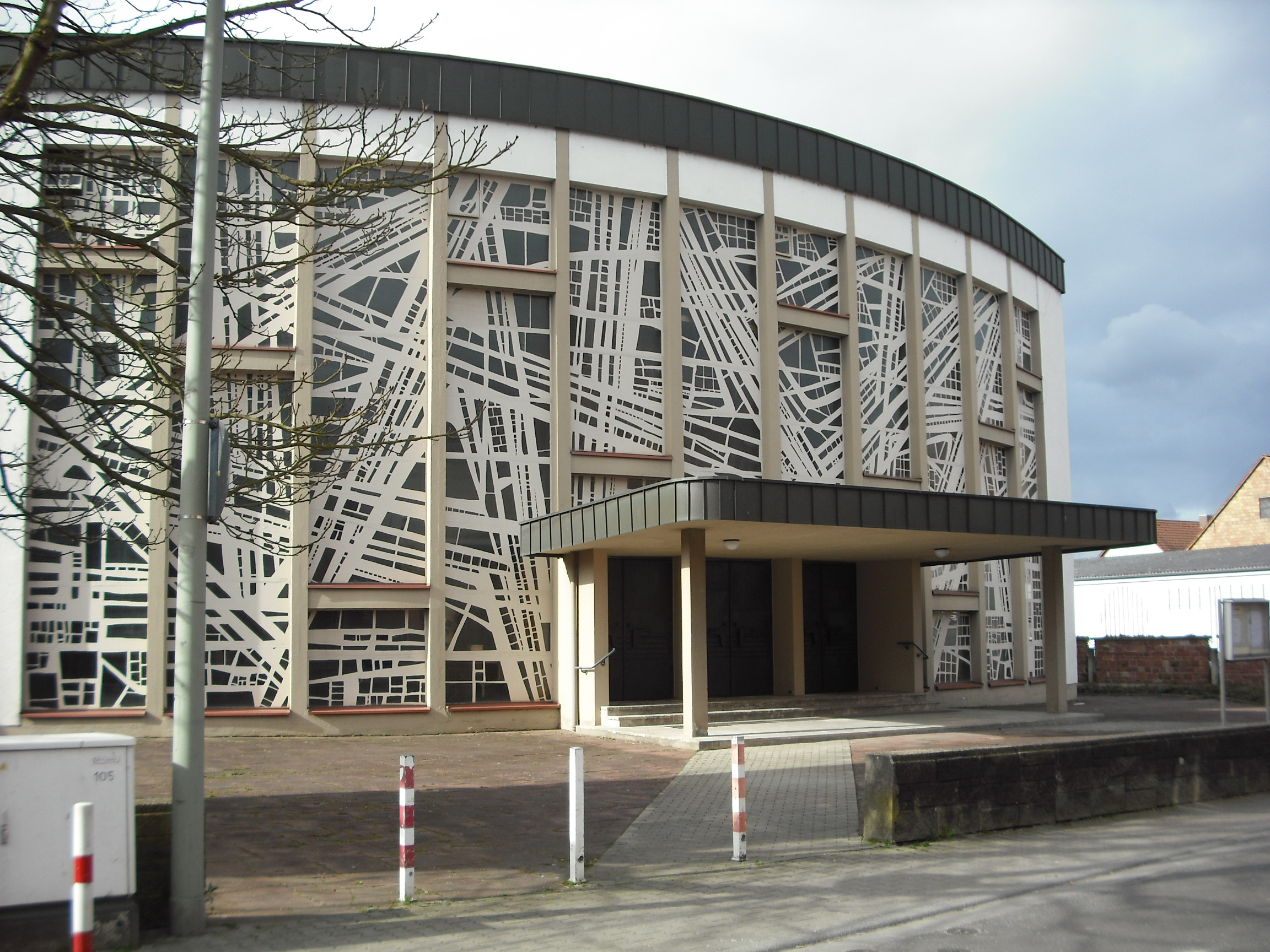
Kirche St. Ägidius
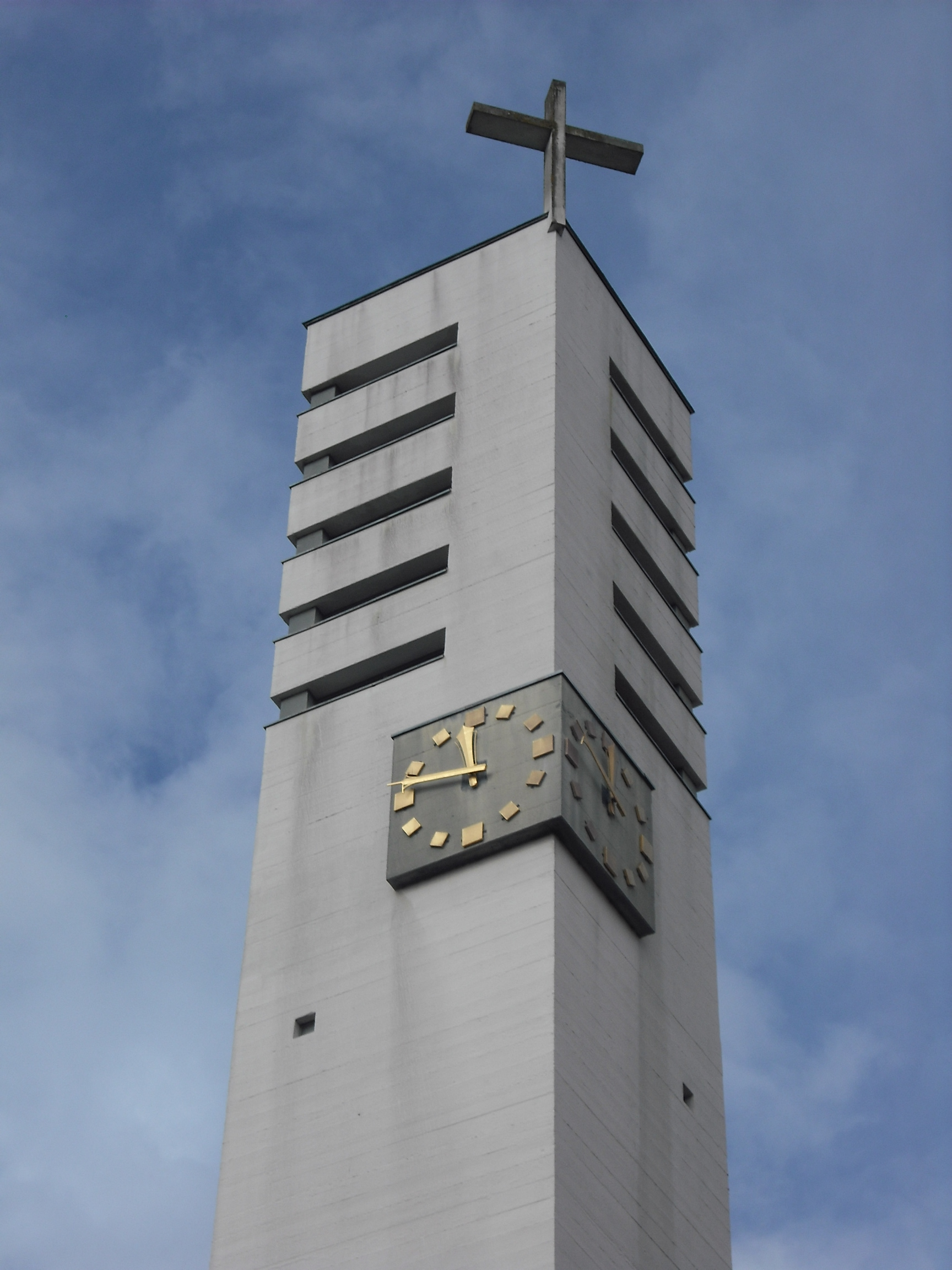
Turm der Kirche St. Ägidius
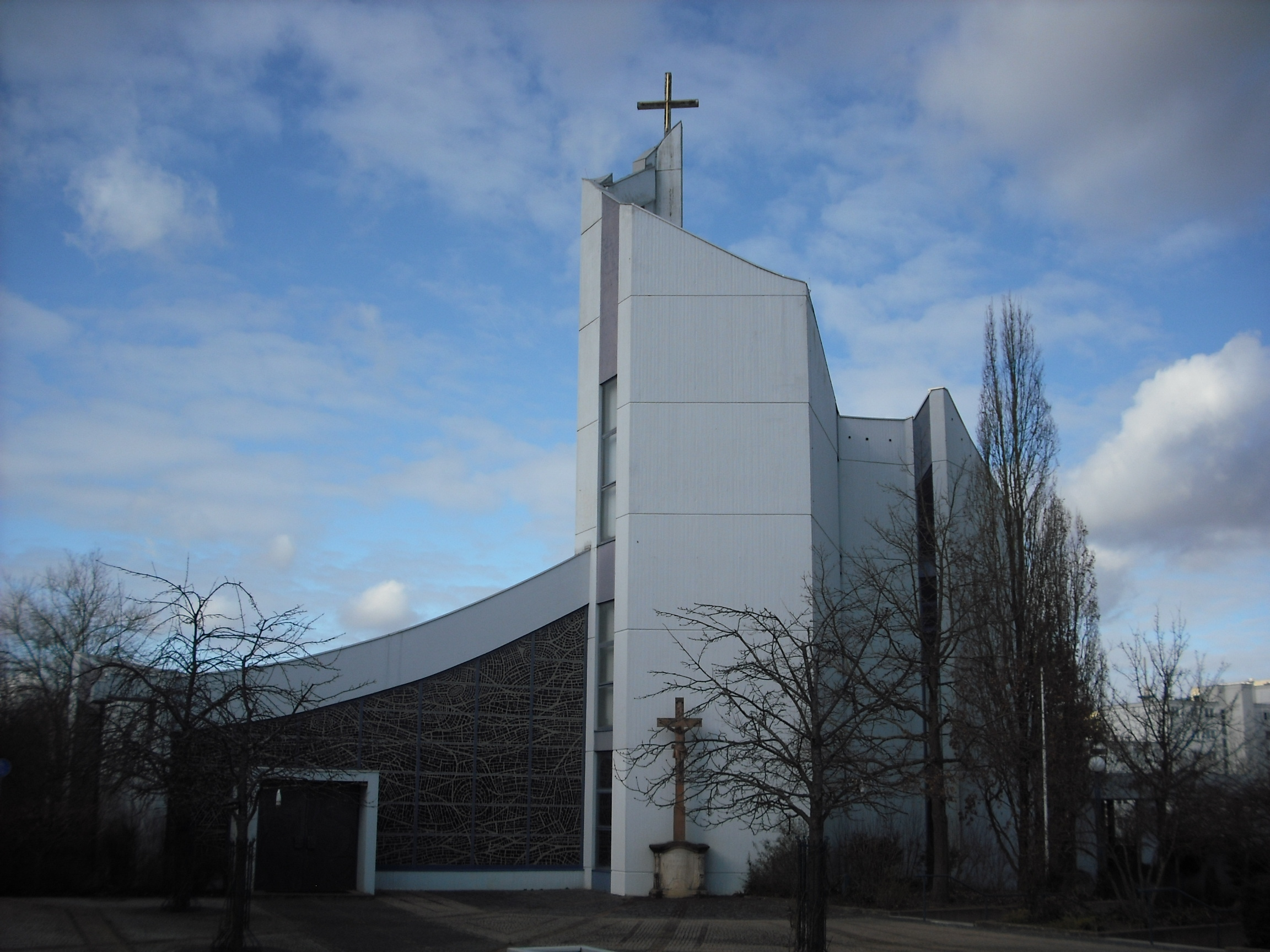
Kirche St. Theodard

Die katholische Kirche St. Ägidius wurde 1961 nach Plänen von Erwin van Aaken errichtet. Zuvor stand an der gleichen Stelle die alte katholische Kirche, die 1837 eingeweiht und im Zweiten Weltkrieg stark beschädigt worden war. Sie hat einen freistehenden Turm.
Die Kirche St. Theodard auf dem Dorschberg wurde 1973 konsekriert. Die Kirche, das Jugendheim und das Pfarrhaus wurden ab 1970 nach Plänen von Alois Atzberger vom Bischöflichen Bauamt Speyer errichtet. Die Gemeinde Wörth unterstützte den Bau mit 100.000 Mark und stellte die Grundstücke zur Verfügung.

### Islam
Die Moschee mit dem Namen Wörth Ulu Camii (Wörth Ulu Moschee) wurde 1993 eröffnet. Das Gebäude in der Bahnhofstraße wurde 1990 gekauft und ab 1992 zur Moschee umgebaut. Sie wird vom Verein Türkisch-Islamische Gemeinde zu Wörth e. V. getragen, der zum Dachverband DITIB gehört. Der erste Vorgängerverein wurde 1976 gegründet, Gebetsräume wurden zunächst von der Gemeinde Wörth zur Verfügung gestellt und auch Hallen und Kirchen genutzt. Ende der Siebzigerjahre zog der Verein nach Maximiliansau.

## Politik
1972 bildeten die Gemeinden Büchelberg, Maximiliansau, Schaidt und Wörth die Verbandsgemeinde Wörth. Erster Bürgermeister wurde in Personalunion der Ortsbürgermeister von Wörth, Karl-Josef Stöffler. 1979 wurde aus der Verbandsgemeinde eine verbandsfreie Stadt, in der vier Ortsbezirke anstelle der vorher bestehenden Ortsgemeinden eingerichtet wurden. Bei Bundestagswahlen gehört die Stadt zum Wahlkreis Südpfalz. Bei Landtagswahlen gehörte Wörth ab 1991 zunächst zum Wahlkreis Germersheim; aufgrund des dortigen starken Bevölkerungszuwachses in den folgenden Jahrzehnten gehört die Stadt ab 2021 zum neu geschaffenen Wahlkreis Wörth am Rhein.

### Stadtrat
Der Stadtrat in Wörth besteht aus 32 ehrenamtlichen Ratsmitgliedern, die bei der Kommunalwahl am 9. Juni 2024 in einer personalisierten Verhältniswahl gewählt wurden und dem Vorsitzenden.
Die Sitzverteilung im Stadtrat:
| Wahl      | SPD | CDU | FDP | Grüne | FWG | PBS | Gesamt     |
| --------- | --- | --- | --- | ----- | --- | --- | ---------- |
| Aktuell * | 10  | 11  | 1   | 3     | 6   | 1   | 32 Sitze * |
| 2024      | 9   | 11  | 1   | 3     | 7   | 1   | 32 Sitze   |
| 2019      | 12  | 11  | 2   | 5     | 2   | –   | 32 Sitze   |
| 2014      | 14  | 14  | 1   | 3     | –   | –   | 32 Sitze   |
| 2009      | 12  | 14  | 3   | 3     | –   | –   | 32 Sitze   |
| 2004      | 10  | 17  | 2   | 3     | –   | –   | 32 Sitze   |

Stadtratswahlergebnisse von 1979 bis 2019 (Stimmenanteile in Prozent):
| Jahr | Wahlbeteiligung | SPD  | CDU  | FDP | GRÜNE | FWG  | PBS |
| ---- | --------------- | ---- | ---- | --- | ----- | ---- | --- |
| 1979 | 76,9            | 34,0 | 53,7 | 5,3 | –     | 7,0  | –   |
| 1984 | 74,3            | 33,1 | 53,3 | 3,4 | 10,2  | –    | –   |
| 1989 | 76,1            | 37,3 | 41,9 | 4,2 | 9,1   | 7,5  | –   |
| 1994 | 73,0            | 37,3 | 42,3 | 3,2 | 10,3  | 6,9  | –   |
| 1999 | 63,8            | 38,2 | 49,6 | 2,6 | 5,6   | 3,9  | –   |
| 2004 | 54,3            | 32,8 | 53,7 | 5,5 | 8,0   | –    | –   |
| 2009 | 49,7            | 37,6 | 44,4 | 8,3 | 9,7   | –    | –   |
| 2014 | 51,4            | 42,9 | 43,6 | 3,8 | 9,7   | –    | –   |
| 2019 | 58,2            | 37,4 | 34,8 | 6,3 | 14,9  | 6,9  | –   |
| 2024 | 59,9            | 26,6 | 35,9 | 4,6 | 8,9   | 21,2 | 2,8 |

### Bürgermeister
- 1960–1980: Karl-Josef Stöffler (CDU)
- 1980–2016: Harald Seiter (CDU)
- 2016–2024: Dennis Nitsche (SPD)
- seit 2024: 00Steffen Weiß (FWG)

Bei der Direktwahl am 13. März 2016 wurde Dennis Nitsche mit einem Stimmenanteil von 54,8 % gewählt. Er trat seine achtjährige Amtszeit am 1. Juli 2016 an. Ihm folgte ab 1. Juli 2024 Steffen Weiß (FWG) nach, der sich in der Stichwahl am 26. November 2023 mit 64,0 % gegen seinen Vorgänger Nitsche durchgesetzt hatte (Wahlbeteiligung: 46,0 %), nachdem im ersten Wahlgang keiner der ursprünglich drei Bewerber eine ausreichende Mehrheit erreicht hatte.

### Wappen

Bannerflagge

| Wappen von Wörth am Rhein | Blasonierung: „In Blau ein gestürzter goldener Anker mit einem darumgeschlungenen schwarzen Zeichen in Form eines links unten mit einem Beistrich versehenen S und beseitet rechts von einem goldenen Gänsefuß, links von einer bewurzelten goldenen Buche.“ |
| Wappen von Wörth am Rhein | Wappenbegründung: Es wurde 1981 von der Bezirksregierung Neustadt genehmigt und zeigt die vier Hauptelemente der historischen Wappen von Wörth (Anker), Büchelberg (Buche), Pfortz/Maximiliansau (S) und Schaidt (Gänsefuß).                                 |

### Städtepartnerschaften
- Ortsbezirk Maximiliansau: Cany-Barville (Frankreich)
- Ortsbezirk Schaidt: Geltendorf (Bayern)
- Stadt Wörth am Rhein: Drezdenko (Polen)

## Kultur und Sehenswürdigkeiten

### Theater und Museen
- Galerie „Altes Rathaus“, wo neben der Heinrich-von-Zügel-Gedächtnisausstellung regelmäßig Ausstellungen des Kunstvereins Wörth e. V. stattfinden
- Viehstrich-Museum (Heimatmuseum) im Ortsteil Schaidt

### Bauwerke
- Skulpturengarten 2000 im Bürgerpark von Wörth, errichtet 1990 bis 1999[38]
- Europa-Brunnen beim Europa-Gymnasium, errichtet 1987[39]

Siehe auch: Liste der Kulturdenkmäler in Wörth am Rhein

### Natur
Innerhalb der Stadtgemarkung befinden sich insgesamt 15 Naturdenkmale sowie die Naturschutzgebiete Riedried und Bruchbach-Otterbachniederung. An Grünflächen und Naherholung existieren der Bürgerpark, der Promenadeweg, die Altrheinanlagen und die Cany-Barville-Anlage innerhalb von Maximiliansau. Die Stadtgemarkung ist auch Teil des überregionalen Landschaftsschutzgebiets „Pfälzische Rheinauen“, so wie des FFH-Gebiets „Bienwaldschwemmfächer“.

### Sport
In Wörth gibt es den Badepark, eine große Schwimmbadanlage, sowie ein Stadion. In Schaidt existiert ein Sportzentrum mit einem DFB-Fußballstützpunkt.

## Wirtschaft und Infrastruktur

### Unternehmen

#### Daimler Truck AG
Größter Arbeitgeber der Stadt ist das Mercedes-Benz-Werk Wörth, das größte LKW-Montagewerk Europas. Es werden die Typen Unimog, Econic, Zetros, Atego, Axor, Actros, Arocs und Antos gefertigt. Das Werk hat etwa 11000 Mitarbeiter und ist der zweitgrößte Arbeitgeber in Rheinland-Pfalz.
1960 kaufte die damalige Daimler-Benz AG die „Wörther Insel“ am Rhein von der Gemeinde Wörth und errichtete ein Werk, in dem ab 1963 mit 100 Mitarbeitern Lkw-Fahrerhäuser montiert wurden. In den folgenden Jahren wurde das Werk zum größten Lkw-Montagewerk Europas ausgebaut. Der erste Lkw rollte 1965 vom Band, 1967 verlegte Daimler-Benz die Lkw-Montage von Mannheim und Gaggenau ins Werk Wörth. Das Werksgelände ist 2,4 Millionen m² groß, davon sind 480.000 m² Produktionsfläche. Die Produktionskapazität beträgt bis zu 470 Lkw pro Tag. Seit 1965 wurden mehr als drei Millionen Fahrzeuge gebaut. Jüngste Erweiterung des Standorts ist ein mehr als 50 Hektar großes Entwicklungs- und Versuchszentrum für Nutzfahrzeuge der Daimler Truck AG, das 2007 in Betrieb gegangen ist sowie die Errichtung des Industrieparkes in mehreren Bauabschnitten seit dem Jahr 2000. Die jüngste Erweiterung des Industrieparkes wurde Ende 2010 vollendet.

#### Papierfabrik Palm

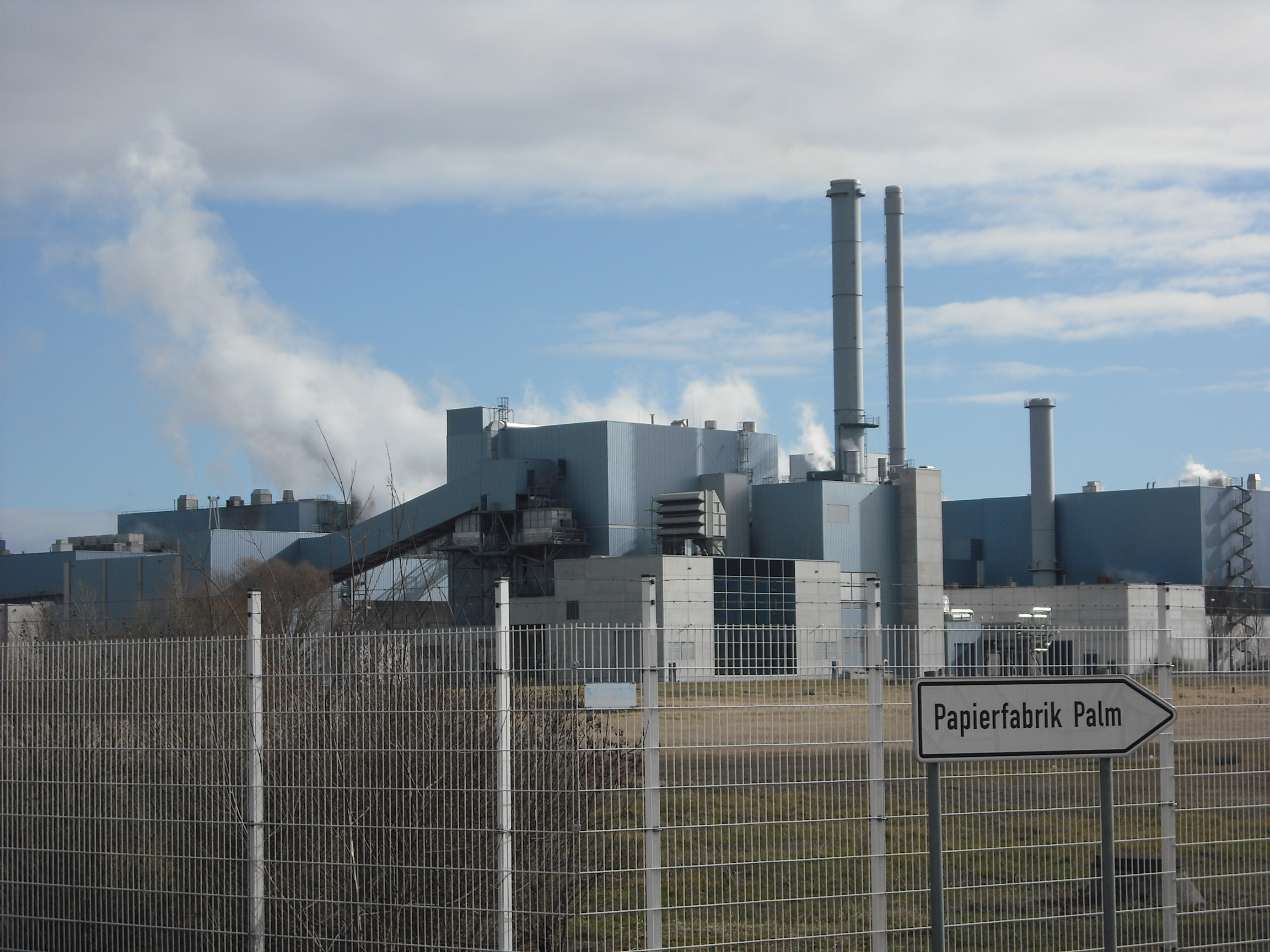
Papierfabrik Palm, vorne das Kraftwerk, dahinter die Werkhalle mit der Papiermaschine

Ab 2001 entstand auf dem Gelände der ehemaligen Raffinerie Wörth (1996 geschlossen) die Papierfabrik Palm mit der weltgrößten Papiermaschine. Sie ging 2002 in Betrieb und hat eine Produktionskapazität von 650.000 Tonnen pro Jahr. Es werden Wellpappenrohpapiere aus Altpapier hergestellt.
2006 wurde das Wellpappenwerk Eurowell und das Verpackungswerk Europack neben der Papierfabrik errichtet, die beide zur Palm Verpackungsgruppe gehören. Die Installation der Wellpappanlage begann im November 2006. Die Anlage ging Ende Februar 2007 in Betrieb. Dort werden jährlich 250 Mio. m² Wellpappenformate produziert. Außerdem entstand ein GuD-Kraftwerk auf dem Werksgelände.

#### Weitere Unternehmen auf dem ehemaligen Raffineriegelände

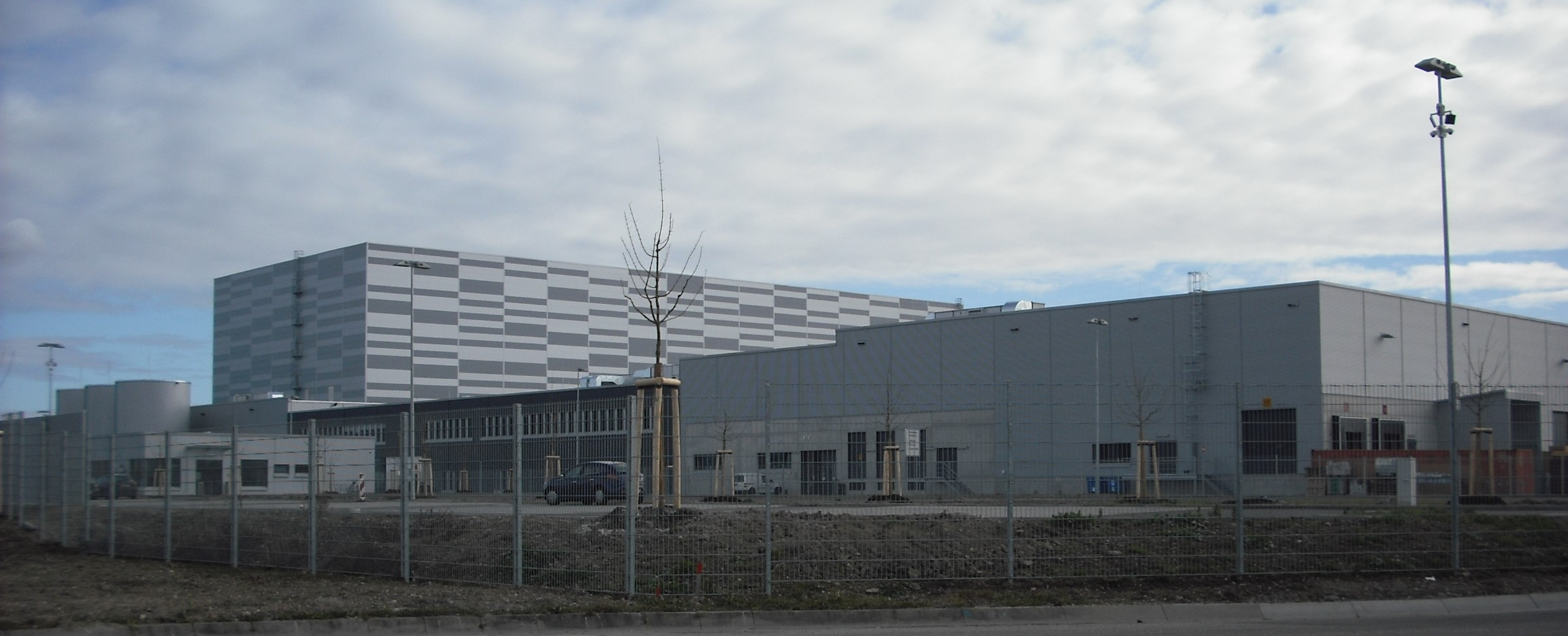
Getränkewerk der Mitteldeutschen Erfrischungsgetränke

Ferner siedelten sich zwei Speditionen, der Sitzhersteller SKA Sitze GmbH, ein Werk von ThyssenKrupp sowie ein Verteilzentrum von Netto Marken-Discount (in Betrieb seit 2009) an.
Seit Ende 2013 ist ein Getränkewerk der zur Schwarz-Gruppe gehörenden Pfälzer Erfrischungsgetränke in Betrieb. Der Bau des Werks wurde im März 2012 genehmigt. Das erforderliche Grundwasser wird aus Brunnen circa 1,5 Kilometer südwestlich des Betriebsgeländes entnommen. Hierzu wurden sechs Brunnen errichtet.
Die Investition wurde mit mehr als 100 Millionen Euro angegeben. Das Werk hat eine Fläche von rund 22 Hektar, die Gebäude haben eine Grundfläche von rund 60.000 Quadratmeter und 1,2 Millionen Kubikmeter umbauten Raum. Nach Werksangaben sind rund 150 Arbeitsplätze entstanden.
Es werden etwa zur Hälfte Mineralwasser und Erfrischungsgetränke, wie Cola oder Saftschorlen hergestellt. Abgefüllt werden etwa 20 Produkte. Die Jahresproduktion beträgt etwas über eine Milliarde Sechser-Gebinde.

#### Weitere größere Unternehmen
Der Automobilzulieferer Faurecia produzierte bis 2014 auf dem Gelände der Daimler AG Kunststoffteile, beispielsweise Armaturenbretter für verschiedene Autohersteller. Webasto Mechatronics fertigt in Schaidt Elektronik-Komponenten (zuvor Fertigung von Autoradios und Navigationssystemen unter den Namen Schaidt Innovations und Harman/Becker). Außerdem existieren mehrere Automobilzulieferer und Speditionen sowie ein größerer metallverarbeitender Betrieb.

#### Gewerbevereine
In den Ortsbezirken Wörth, Maximiliansau und Schaidt gibt es Gewerbevereine.

### Medien
Die Rheinpfalz unterhält in Wörth am Rhein eine redaktionelle Nebenstelle.
Als Amtsblatt gibt die Stadt das Amtsblatt Wörth am Rhein heraus, das seit 1972 wöchentlich donnerstags erscheint und unentgeltlich an alle Haushalte im Einzugsbereich in einer Auflage von 8000 Exemplaren verteilt wird. Es enthält alle amtlichen Bekanntmachungen und amtlichen Termine der Stadt Wörth, darüber hinaus aber auch redaktionelle Beiträge zu kulturellen Veranstaltungen und Hinweise auf die Tätigkeiten der Vereine und der Kirchen.

### Öffentliche Einrichtungen
In Wörth befindet sich eine Polizeiinspektion, deren Dienstbezirk die Stadt Wörth und die Verbandsgemeinden Hagenbach, Jockgrim und Kandel umfasst.
In Wörth befindet sich die Festhalle mit bis zu 886 Plätzen sowie die Bienwaldhalle (Mehrzweckhalle). In Maximiliansau befindet sich die Kulturhalle Tullahalle, benannt nach Johann Gottfried Tulla. Die Stadt gehört zum Gerichtsbezirk des Amtsgerichts Kandel.

### Bildung

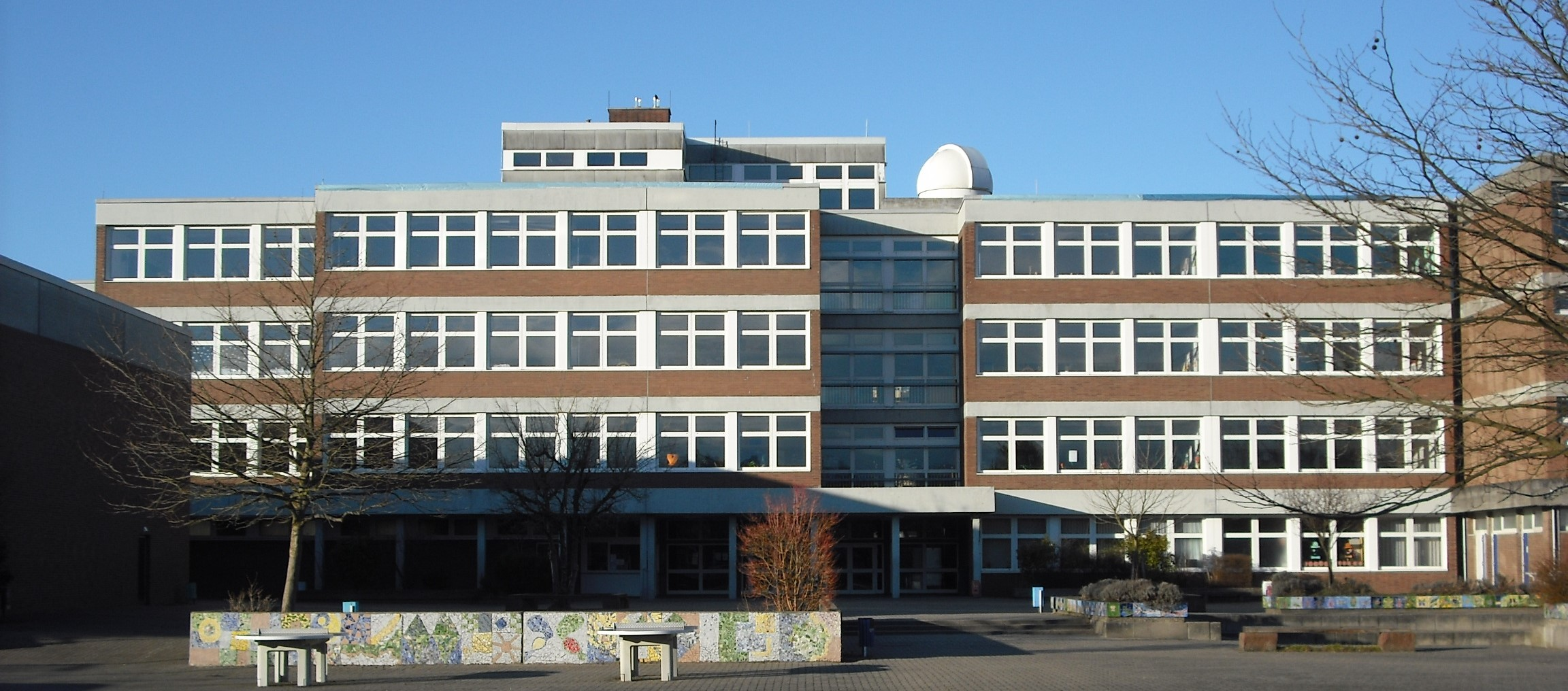
Europa-Gymnasium

In der Stadt befinden sich neben Kindergärten und Grundschulen ein Gymnasium (Europa-Gymnasium), eine Integrierte Gesamtschule, 2020 in Carl-Benz-Gesamtschule benannt. und eine Berufsbildende Schule.
Weitere Einrichtungen der Aus- und Weiterbildung sind das CJD Maximiliansau und das Institut für Bildungsförderung Wörth.
Bis 2015 gab es eine Realschule plus, bis 2020 eine Schule für Lernbehinderte Schüler (Bienwaldschule).

### Verkehr

#### Straße
Am Wörther Kreuz treffen sich die Bundesautobahn 65 aus Richtung Neustadt an der Weinstraße und die Bundesstraßen 9 (Kranenburg – Lauterbourg) und 10 (Lebach – Augsburg). Bei Maximiliansau befinden sich eine Straßenbrücke und die Rheinbrücke Maximiliansau/Karlsruhe. Die Landesstraße 540 führt in Nord-Süd-Richtung mitten durch die Stadt und verbindet diese mit Neustadt an der Weinstraße sowie Berg. Die Landesstraße 546 führt durch Schaidt und verbindet den Ort mit Schweigen-Rechtenbach sowie Minfeld.

#### Schiene

##### Stadtbahn

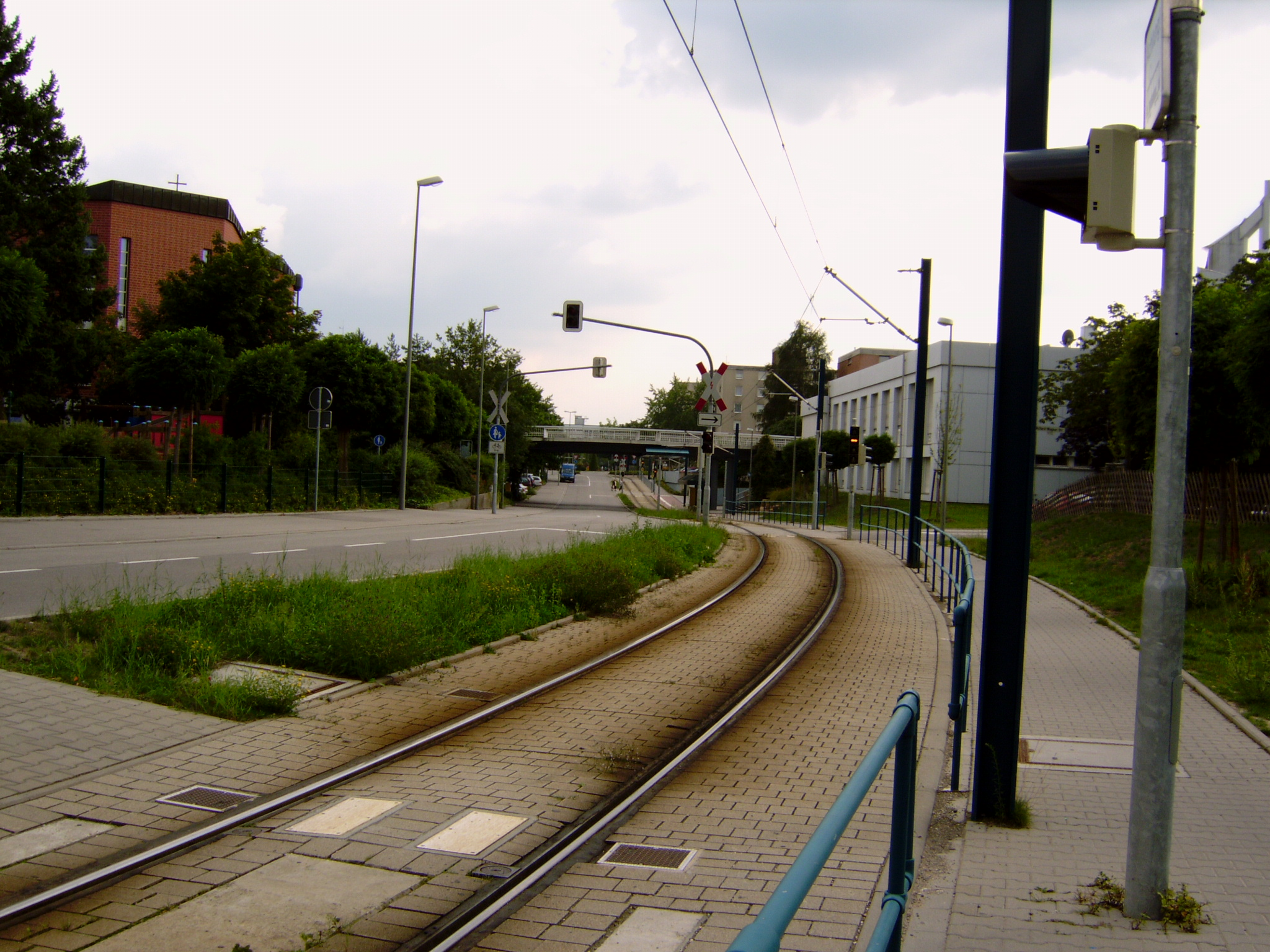
Mozartstraße mit Gleis. Rechts unter der Brücke die Haltestelle „Wörth Rathaus“

Vom Bahnhof Wörth (Rhein) führt eine Stadtbahnstrecke durch das Neubaugebiet Dorschberg nach Westen und bedient dabei die Haltestellen Wörth Alte Bahnmeisterei, Wörth Bienwaldhalle, Wörth Bürgerpark, Wörth Rathaus, Wörth Badallee und Wörth Badepark. Sie wird von der Linie S5 der Stadtbahn Karlsruhe bedient, die eine durchgehende Verbindung nach Karlsruhe bietet.

##### Eisenbahn

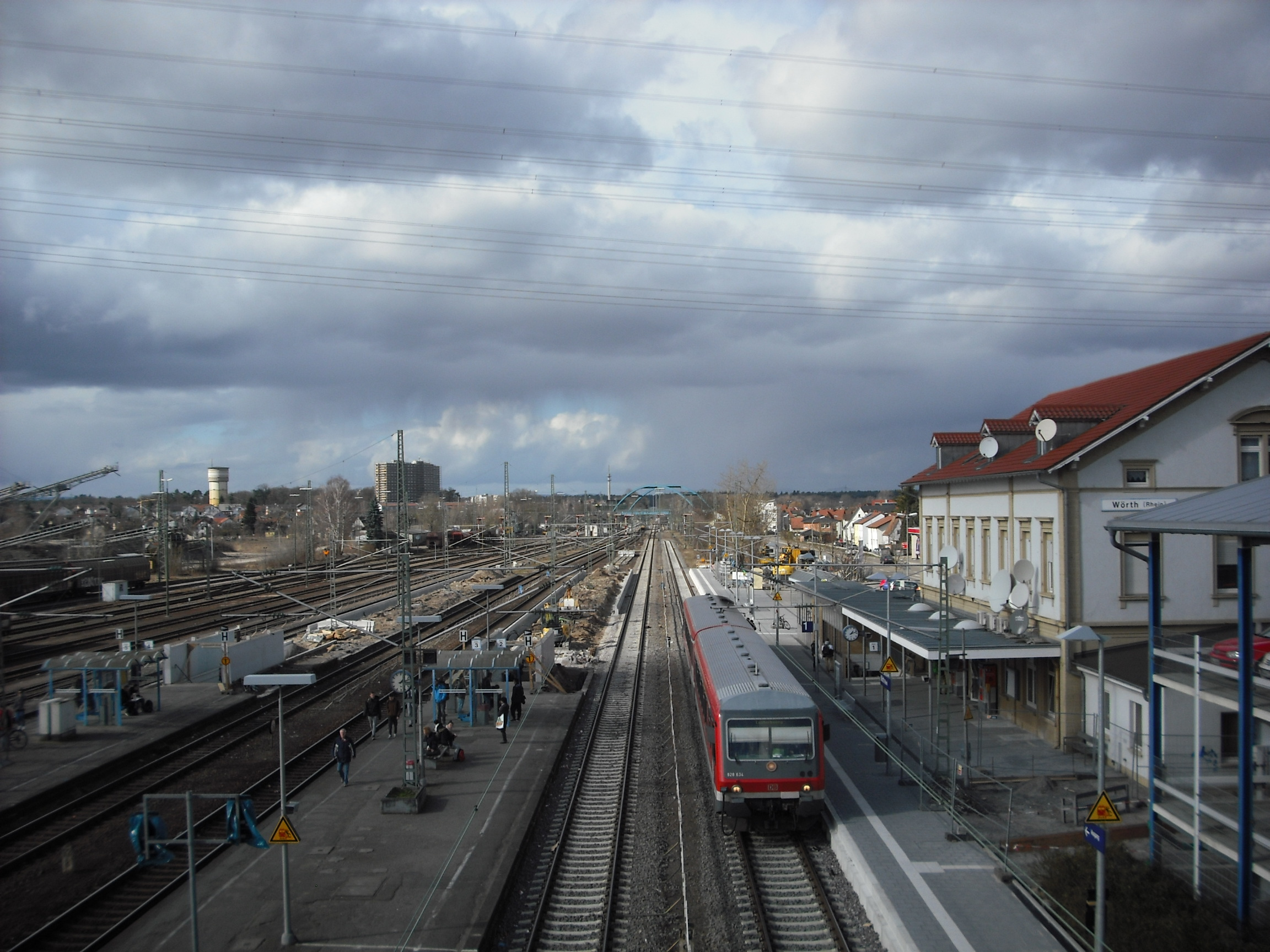
Blick über die Gleisanlagen des Bahnhofs Wörth nach Westen

Im Bahnhof Wörth (Rhein) treffen sich die Bahnstrecken Schifferstadt–Wörth, Wörth–Strasbourg und Winden–Karlsruhe.
Eine weitere Direktverbindung nach Karlsruhe besteht neben der Linie S5 aus der Innenstadt mit den Stadtbahnlinien S51 und S52, die zwischen Germersheim und der Karlsruher Innenstadt über den Bahnhof Wörth verkehren. Für die S51 und S52 wurde im Dezember 2011 der Haltepunkt Wörth Zügelstraße zwischen der Abtswaldstraße und der Heinrich-Schütz-Straße eröffnet. Außerdem besteht eine zusätzliche Verbindung mit der Linie S3 der S-Bahn Rhein-Neckar.
An der Bahnstrecke Winden-Karlsruhe befindet sich der Haltepunkt Wörth Mozartstraße, in Betrieb seit März 2009. Maximiliansau verfügt an dieser Strecke über die von der Stadtbahn bedienten Haltepunkte Maximiliansau Eisenbahnstraße und Maximiliansau West. Im Zuge der Reaktivierung des deutschen Teils Strecke nach Strasbourg im Jahr 2002 erhielt der Ort im Westen mit Maximiliansau Im Rüsten einen neu geschaffenen Haltepunkt für Regionalbahnen, die im Stundentakt bis nach Lauterbourg verkehren.
Der Haltepunkt Schaidt liegt an der Bahnstrecke Neustadt–Wissembourg (Maximiliansbahn). Er wurde 1997 nahe der Ortsmitte an der Vollmersweilerer Straße errichtet. Der Ortsteil Bahnhof Schaidt, wo sich der frühere Bahnhof befunden hatte, liegt jedoch bereits auf der Gemarkung der Gemeinde Steinfeld.
1964 wurde ein Industriestammgleis zwischen dem Bahnhof Wörth und dem Landeshafen errichtet. Dort befinden sich Gleisanschlüsse der Daimler Truck AG, der Papierfabrik Palm und des Hafens.

#### Wasser
Am Hafen Wörth befinden sich Umschlaganlagen für Container, für Autos und für Papier. Das Hafengebiet ist 186 Hektar groß. Es gibt drei Containerverladebrücken, die Lagerfläche ist 153.000 m² groß. 2004 wurde außerdem ein Güterverkehrszentrum eröffnet. Der Hafen Wörth zählt zu den wichtigsten und leistungsfähigsten Containerterminals am Oberrhein, 2014 wurden 143.378 TEU umgeschlagen.

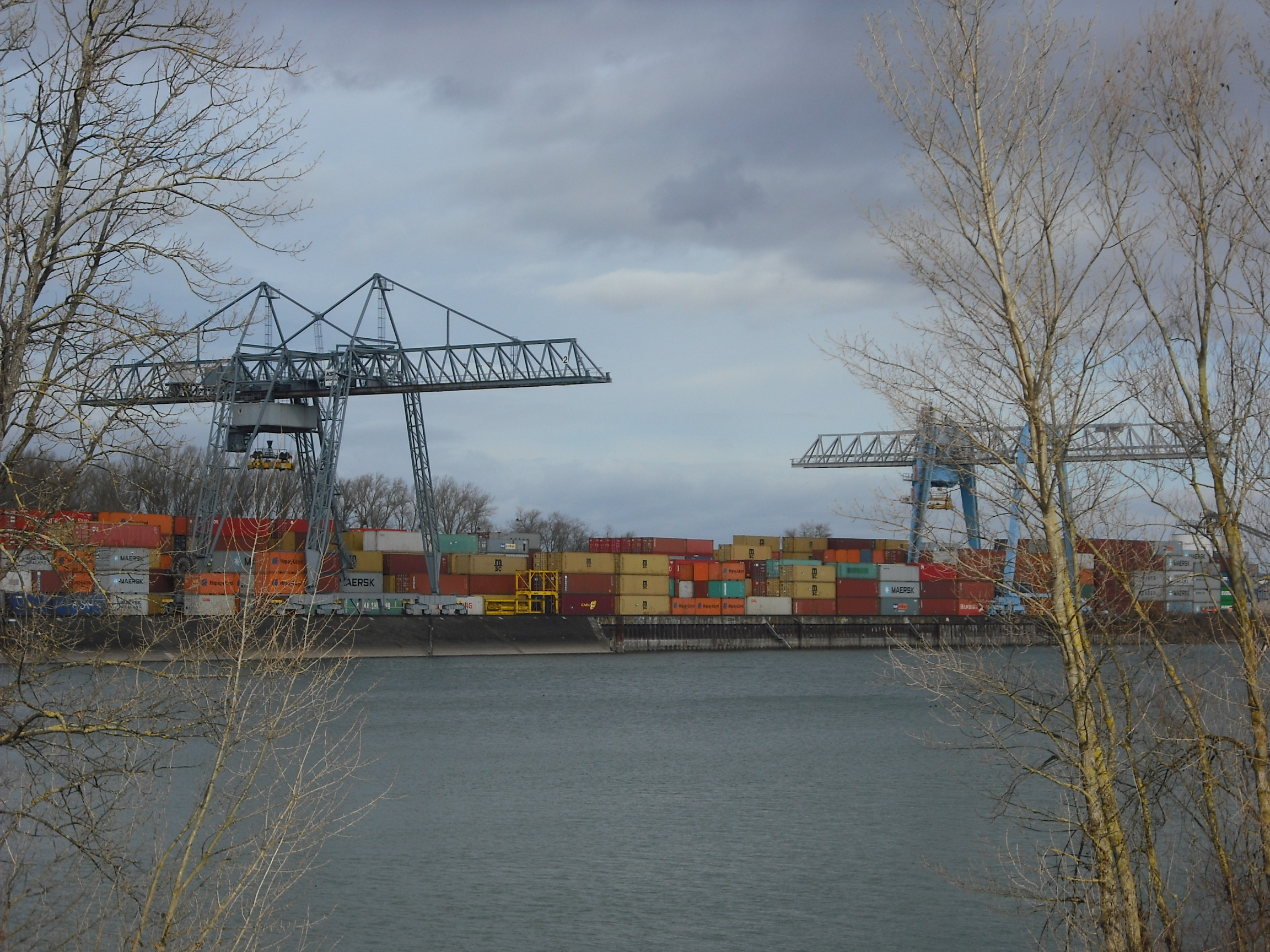
Hafen Wörth
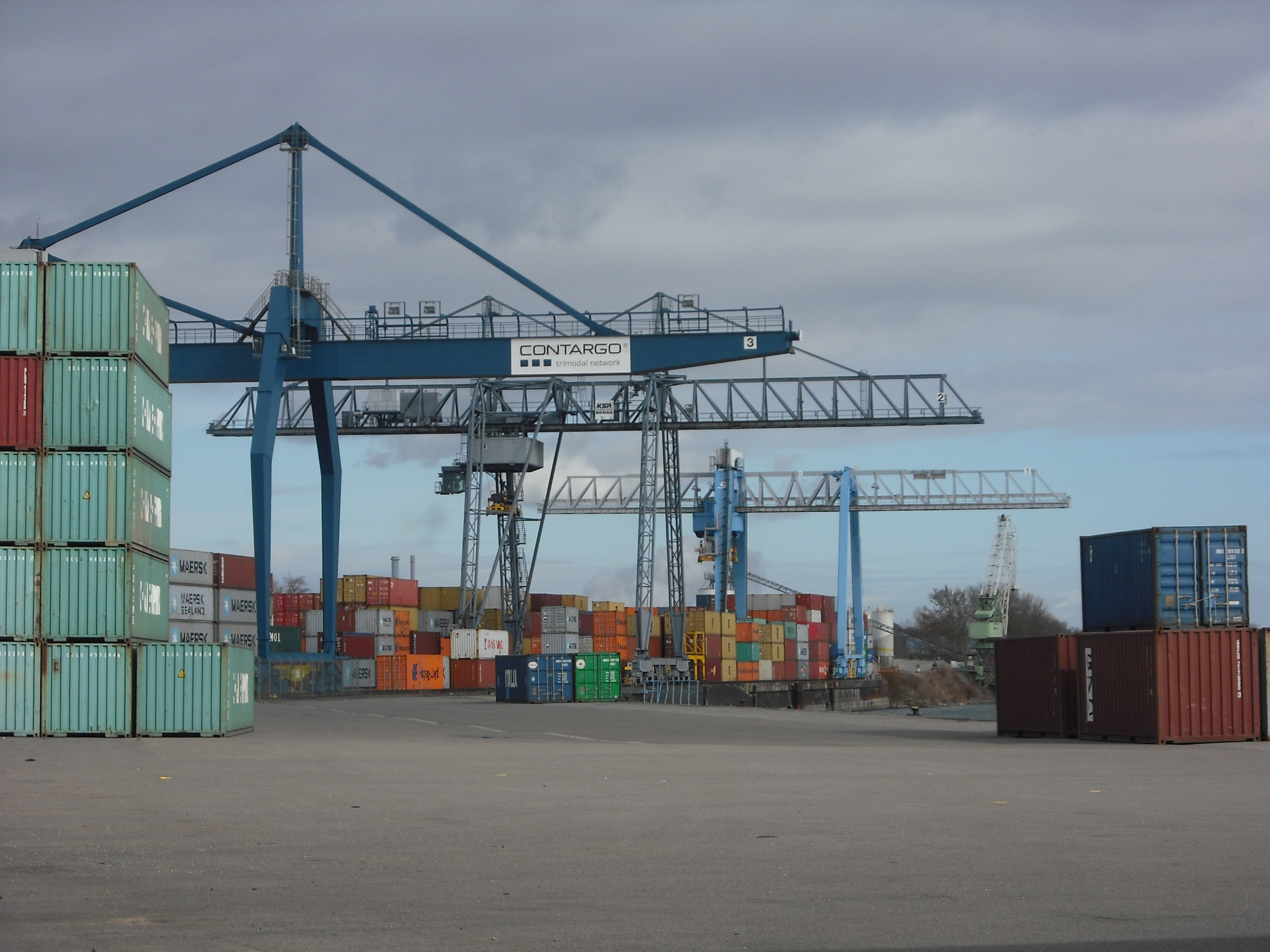
Kräne für den Containerumschlag am Hafen Wörth

### Tourismus
Wörth ist östlicher Endpunkt des Petronella-Rhein-Radwegs und zweier Wanderwege; einer beginnt in Saarbrücken ist mit einem grünen Balken markiert und gehört zu den Saar-Rhein Wanderwegen. Ein weiterer ist mit einem weiß-blauen Balken markiert und beginnt in Battenberg. Ebenfalls durch Wörth verläuft der ebenfalls zu den sogenannten Saar-Rhein Wanderwegen zählende Weg mit der Kennzeichnung Schwarzer Punkt auf weißem Balken, der von Saarbrücken bis nach Rülzheim führt.

## Persönlichkeiten

### Ehrenbürger
- Max Bergmann (1884–1955)
- Wilhelm Bürgel, königlicher bayerischer Regierungs- und Oberbaurat für Verdienste bei der Rheinbegradigung, Ehrenbürgerschaft verliehen am 31. Mai 1818[58]
- Hans Mohr (1912–1994)[59], Leiter der Hafenbetriebe Rheinland-Pfalz, Ehrenbürgerschaft verliehen im Mai 1969[8]
- Harald Seiter (* 1951), Bürgermeister von 1980 bis 2016, Ehrenbürgerschaft verliehen am 9. Mai 2025[60]
- Karl-Josef Stöffler (1915–1995), Bürgermeister von 1960 bis 1980, Ehrenbürgerschaft verliehen im April 1980[8]
- Heinrich von Zügel (1850–1941), Maler

### Söhne und Töchter der Stadt
- Valentin Schwende (15. Jahrhundert), Verfasser eines medizinisch-pharmazeutischen Lehrwerkes[61]
- Adolf Friedrich Lindemann (1846–1931), geboren in Langenberg, deutsch-britischer Ingenieur, Unternehmer und Amateur-Astronom
- Ferdinand Brossart (1849–1930), geboren in Büchelberg, 1915–1923 Bischof der Diözese Covington, Kentucky, USA.
- Martin Walzer (1883–1958), geboren in Büchelberg, Priester, Prälat
- Paul Wever (1893–1944), geboren in Langenberg, Marineoffizier, zuletzt Vizeadmiral der Kriegsmarine im Zweiten Weltkrieg
- Willibald Gänger (1903–1994), Politiker (SPD), Landtagsabgeordneter
- Emil Geörger (1912–1967), geboren in Schaidt, Politiker (CDU)
- Ludwig Damminger (1912–1981), Fußballspieler
- Klaus Blumentritt (* 1941), Verwaltungsjurist

### Mit Wörth verbunden
- Kevin Akpoguma (* 1995), deutscher Fußballspieler, spielte in seiner Jugend beim FC Bavaria Wörth
- Marc Gallego (* 1985), deutscher Fußballspieler, spielte in seiner Jugend beim FC Bavaria Wörth
- Friedel Grützmacher (* 1942), ehemalige Landtagsabgeordnete (Bündnis 90/Die Grünen), lebte in Wörth
- Andreas Hella (* 1959), bildender Künstler, lebt in Wörth
- Marlene Kalf (* 1990), aufgewachsen in Wörth, spielte bei TuS Metzingen in der Handball-Bundesliga
- Tobias Lindner (* 1982), ehemaliger Bundestagsabgeordneter und Staatsminister im Auswärtigen Amt (Bündnis 90/Die Grünen), lebt in Wörth
- Arthur Nísio (1906–1974), brasilianischer Maler, lebte bis 1944 in Wörth, nach ihm ist eine Straße benannt
- Gertraud Hamburger (1953–2020), bildende Künstlerin
- Katrin Rehak-Nitsche (* 1978), Landtagsabgeordnete (SPD)
- Pater Rhabanus Petri (* 1963), Leiter der Pfarrei St. Christophorus[62]
- Ludwig Siffling (1921–2020), Fußballspieler beim SV Waldhof Mannheim, lebte in Wörth und ist dort begraben
- Amelie Solja (* 1990), Tischtennisspielerin
- Petrissa Solja (* 1994), Tischtennisspielerin
- Herbert Wetterauer (* 1957), Künstler und Autor, lebt in Wörth

## Bilder

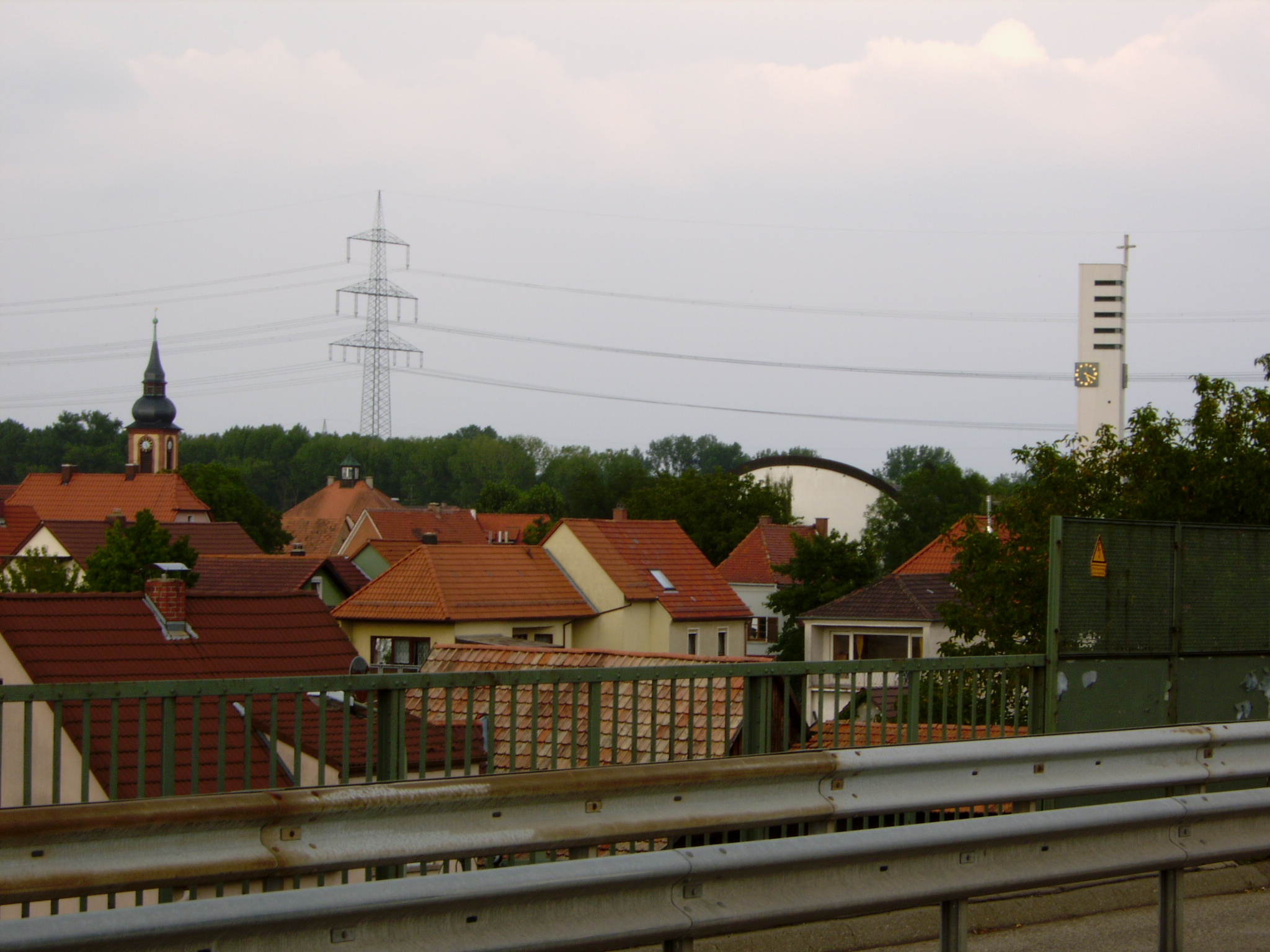
Blick über den alten Ortsteil
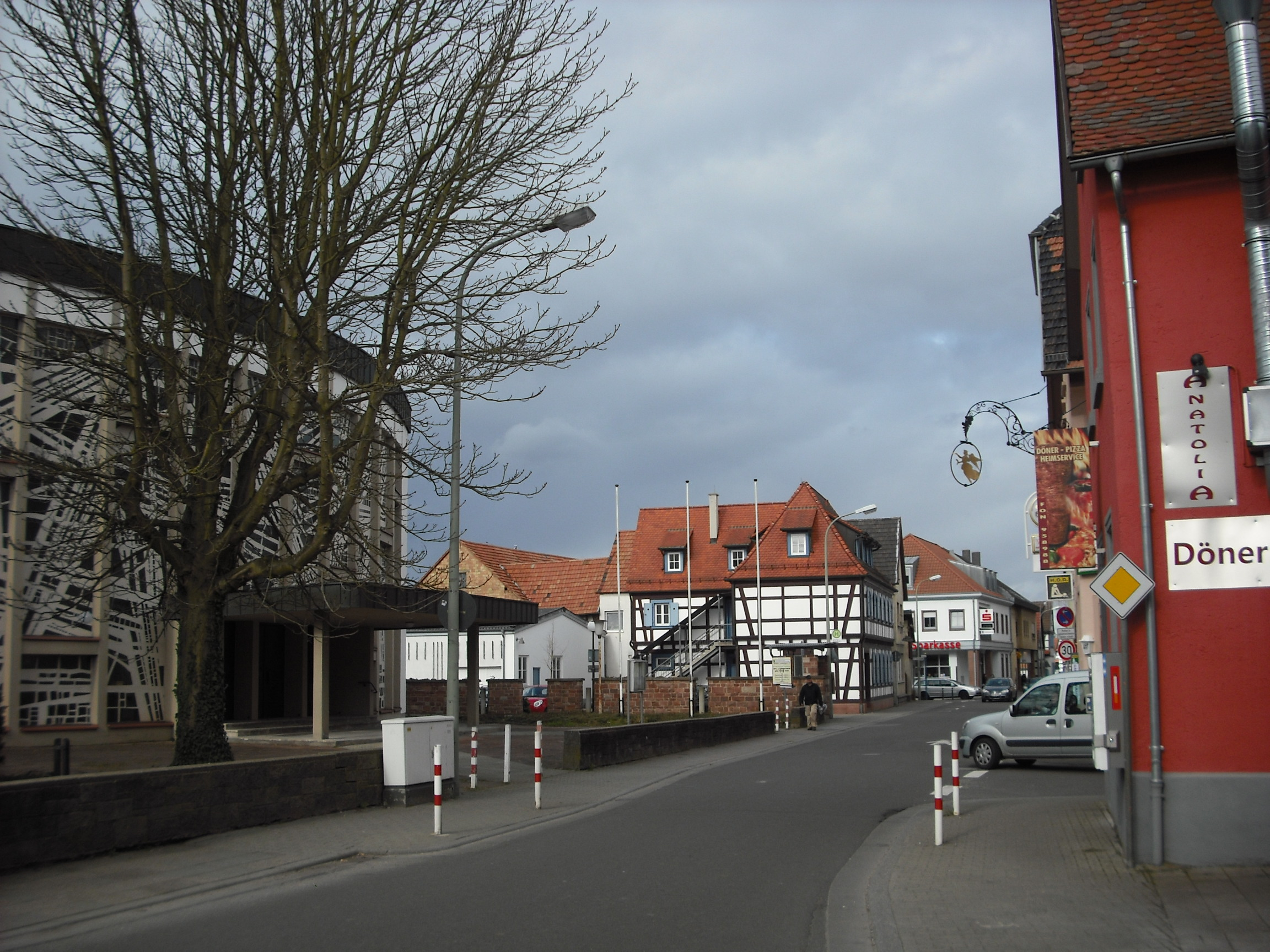
Blick in die Ludwigstraße, links die Kirche St. Ägidius
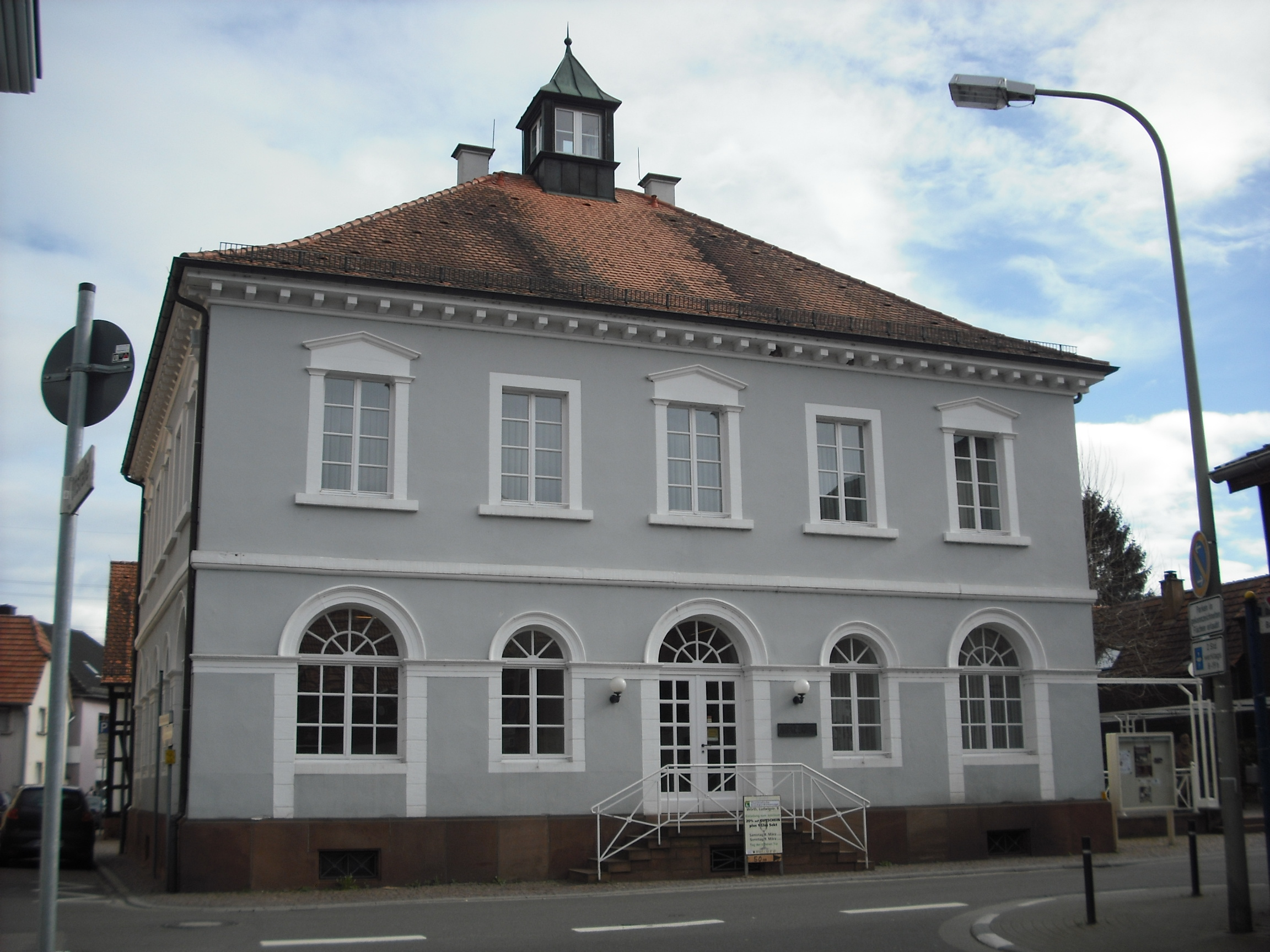
Altes Rathaus, heute als Galerie genutzt
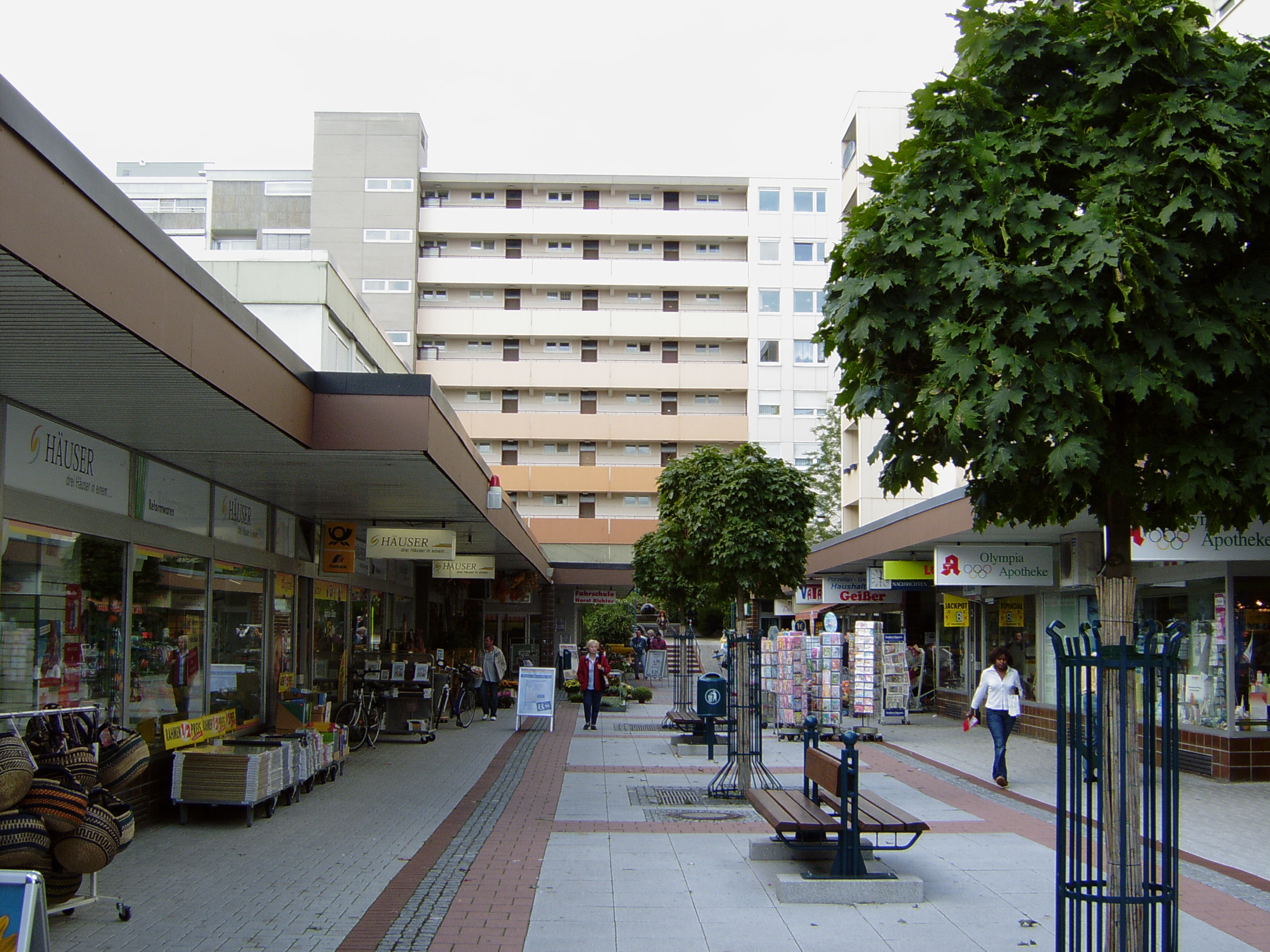
Fußgängerzone im Dorschbergzentrum Wörth
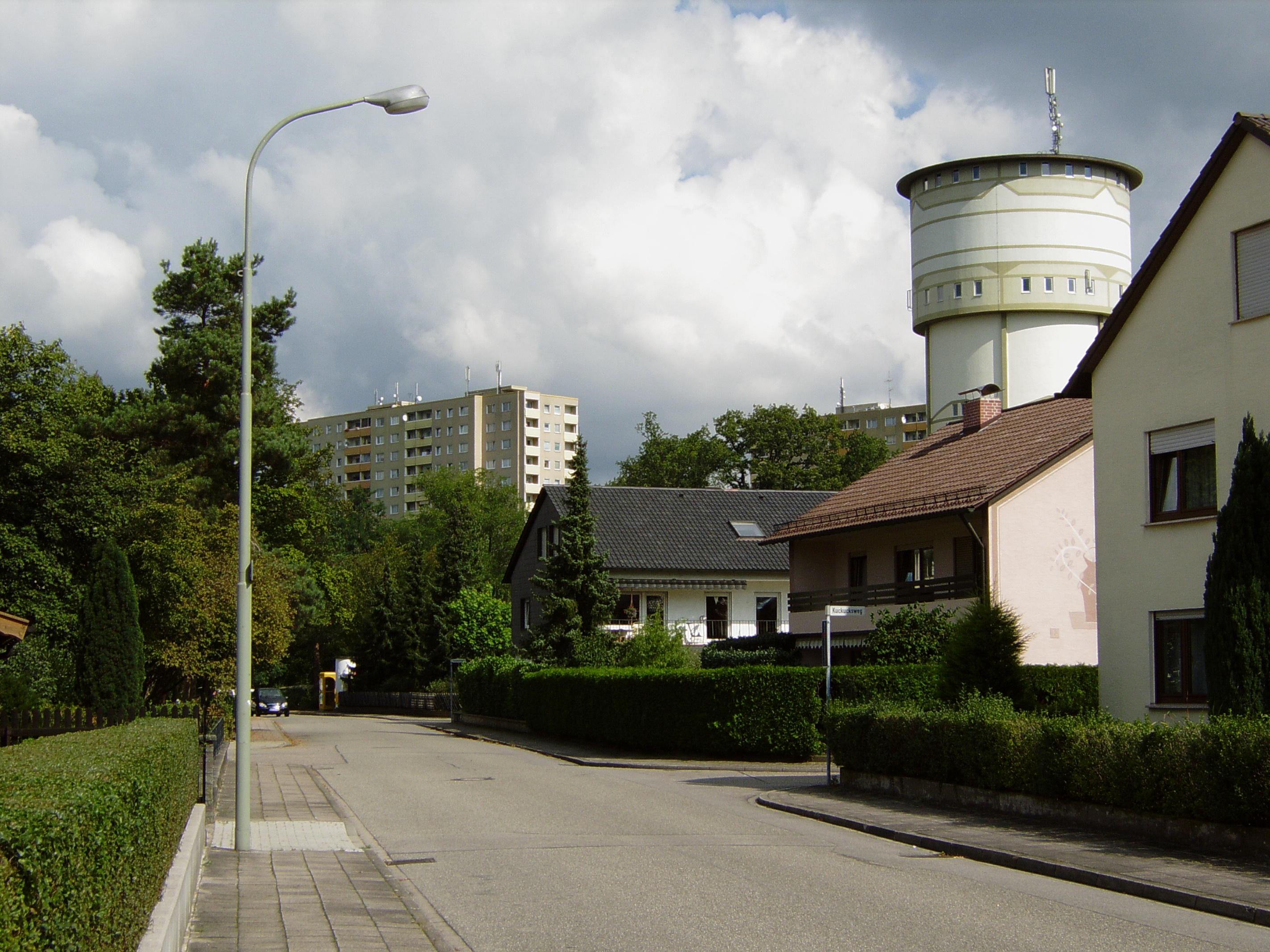
Hochhäuser und Wasserturm
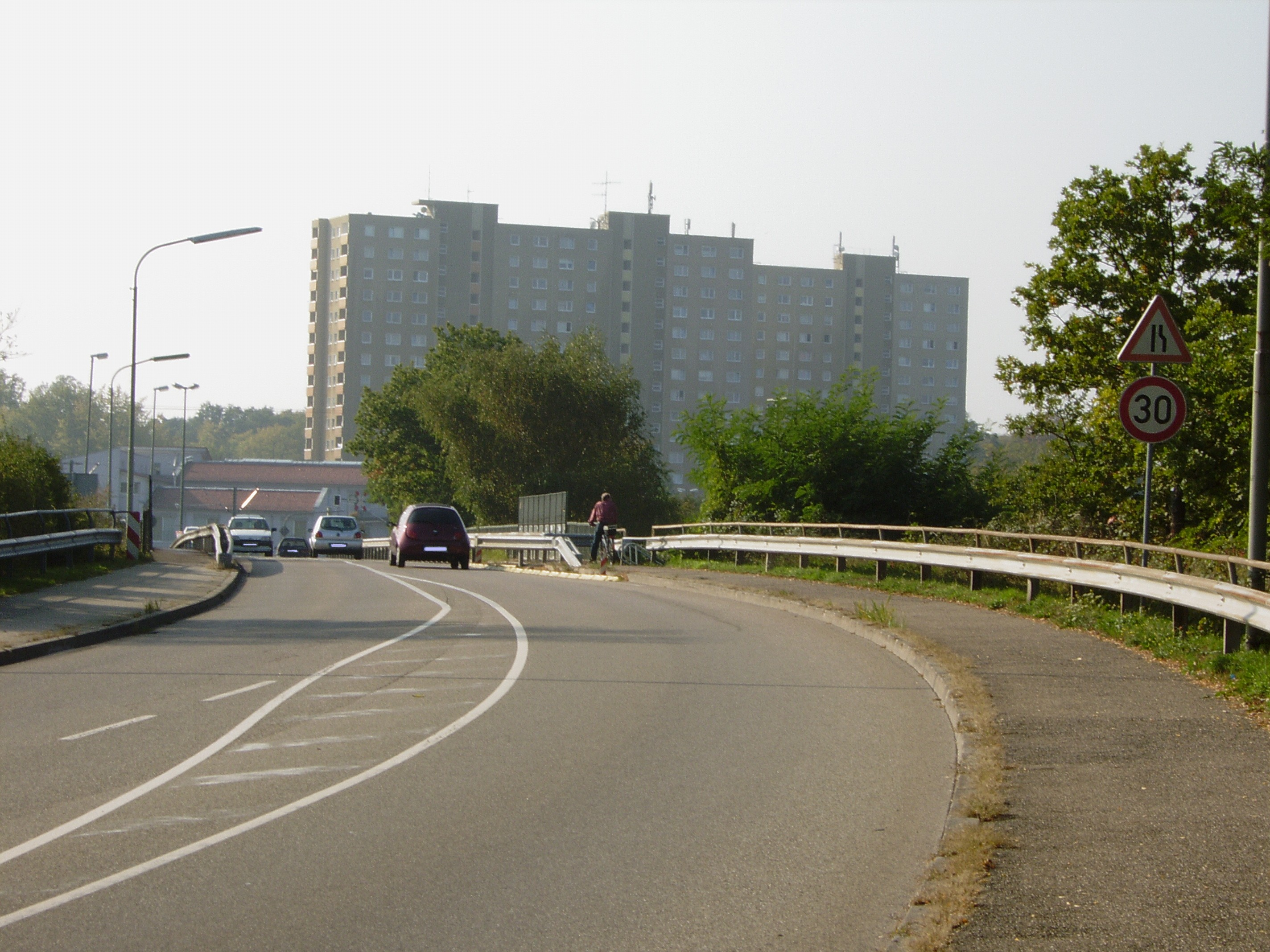
Hochhäuser in Wörth
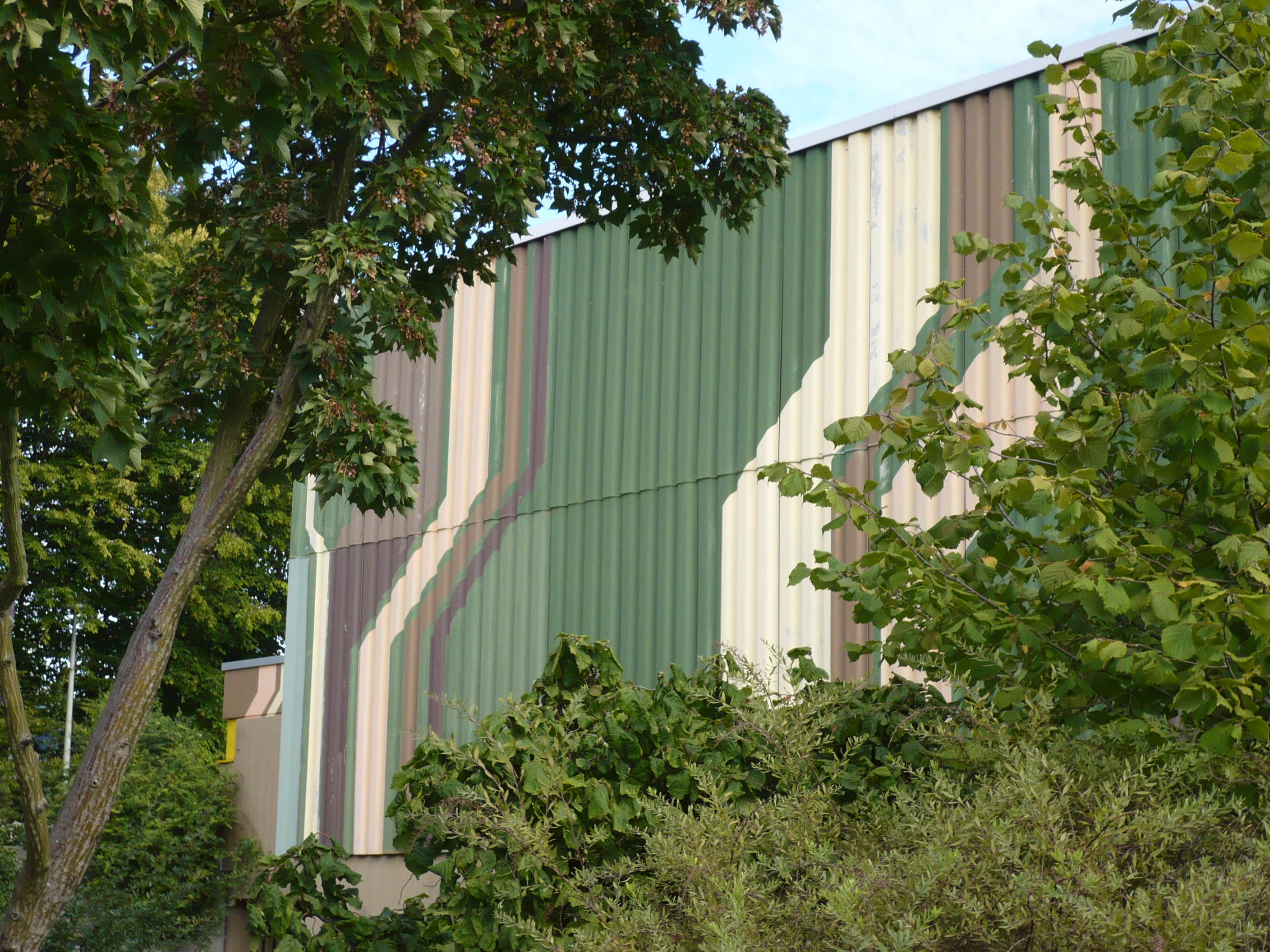
Bienwaldhalle mit Wandbild von Wolfgang Trust